# Fiat Bravo/Brava/Marea
El Fiat Bravo junto con sus variantes Brava y Marea, fue producido por la compañía italiana Fiat desde 1995 hasta 2007. Estos coches están clasificados como automóviles del segmento C.
Su desarrollo fue realizado bajo el nombre en clave 182, 185 y se llevó a cabo en el Centro Stile Fiat bajo dirección de Peter Davis desde 1992, así como, bajo la dirección técnica y diseño de proyecto, del ingeniero Ermanno Cressoni.
Estos coches reemplazaron al dúo Tipo/Tempra. A su vez, el sedán Marea sustituía de forma indirecta al Fiat Croma (último modelo del segmento D producido por Fiat), tomando el lugar de este como el modelo de producción de mayor tamaño de un auto Fiat en ese entonces.
Al año siguiente de iniciarse su venta, en 1996, el Fiat Bravo y Fiat Brava fueron premiados como el Coche del Año en Europa, y el Bravo fue nombrado Coche del Año en España.
En 2001 el Bravo/Brava fue sustituido por el Fiat Stilo, pero su diseño no acabó de convencer al público español.
El Marea fue producido líder hasta 2007 en Brasil, siendo sustituido por el Línea. 
Mientras que el Fiat Stilo Multiwagon fue el sucesor de la versión familiar, el Marea Weekend, el Fiat Linea sustituyó a la versión sedán en 2007. El coche estuvo disponible oficialmente a partir del 11 de septiembre de 1996.

## El debut
El proyecto se materializó con gran rapidez, en tan solo dos años, bajo la dirección del Centro Stile Fiat, dirigido por Peter Davis y con Nevio Di Giusto a cargo del diseño, dio lugar a la creación de dos vehículos basados en la evolución de la plataforma Tipo, con doble rigidez torsional: un modelo más compacto y dinámico, ideal para solteros o parejas jóvenes, que ofrece agilidad en ciudad y placer de conducción en rutas mixtas; el otro, una berlina ideal para familias modernas que buscan capacidad y funcionalidad sin sacrificar la elegancia y la originalidad. Precisamente estas características destacadas se destacaron en los estudios de mercado. 
El coche se presentó oficialmente por primera vez en agosto de 1995 en Turín con dos carrocerías: un hatchback de 5 puertas (Brava), y un hatchback de 3 puertas (Bravo), con la marca Bravo. En 1996, se añadieron dos carrocerías más a la ya existente: un sedán y una familiar, con los nombres Marea y Marea Weekend. El diseño de la carrocería fue obra de Chris Bangle, quien diseñó, entre otros, el Fiat Coupé
El Bravo/Brava se lanzó al mercado en septiembre de 1995. Fue elegido Coche del Año en 1996 fue un éxito inmediato también en Europa, con 220.000 unidades vendidas en los dos primeros meses, 90.000 de ellas en Italia.

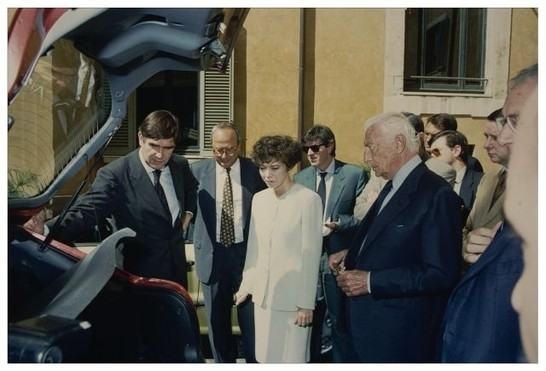
Entrega del coche a la Presidenta de la Cámara de Diputados Irene Pivetti, en presencia de Gianni Agnelli y Paolo Cantarella, el 11 de septiembre de 1995

El diseño de los faros traseros de ambos coches fue innovador: en el Bravo, la luz de estacionamiento se triplicó con tres bombillas que formaban un círculo en el que se ubicaba el intermitente, también circular, y la luz de freno y la luz, también circulares, que por un lado se dedicaba a la luz de marcha atrás y por el otro a la luz antiniebla trasera. En el Brava, en cambio, los faros eran poco comunes, integrados en la carrocería de la que solo emergían unas pocas franjas de las que irradiaba la luz, con tres finas franjas a cada lado, dos rojas y una blanca central, y una franja más larga en el portón trasero, que contenía la luz de freno central. Recientemente han aparecido soluciones de este tipo para los faros LED. Bajo la supervisión de Ermanno Cressoni, el estilo del Bravo estuvo a cargo de Peter Fassbender, mientras que el del Brava estuvo a cargo de Mauro Basso.

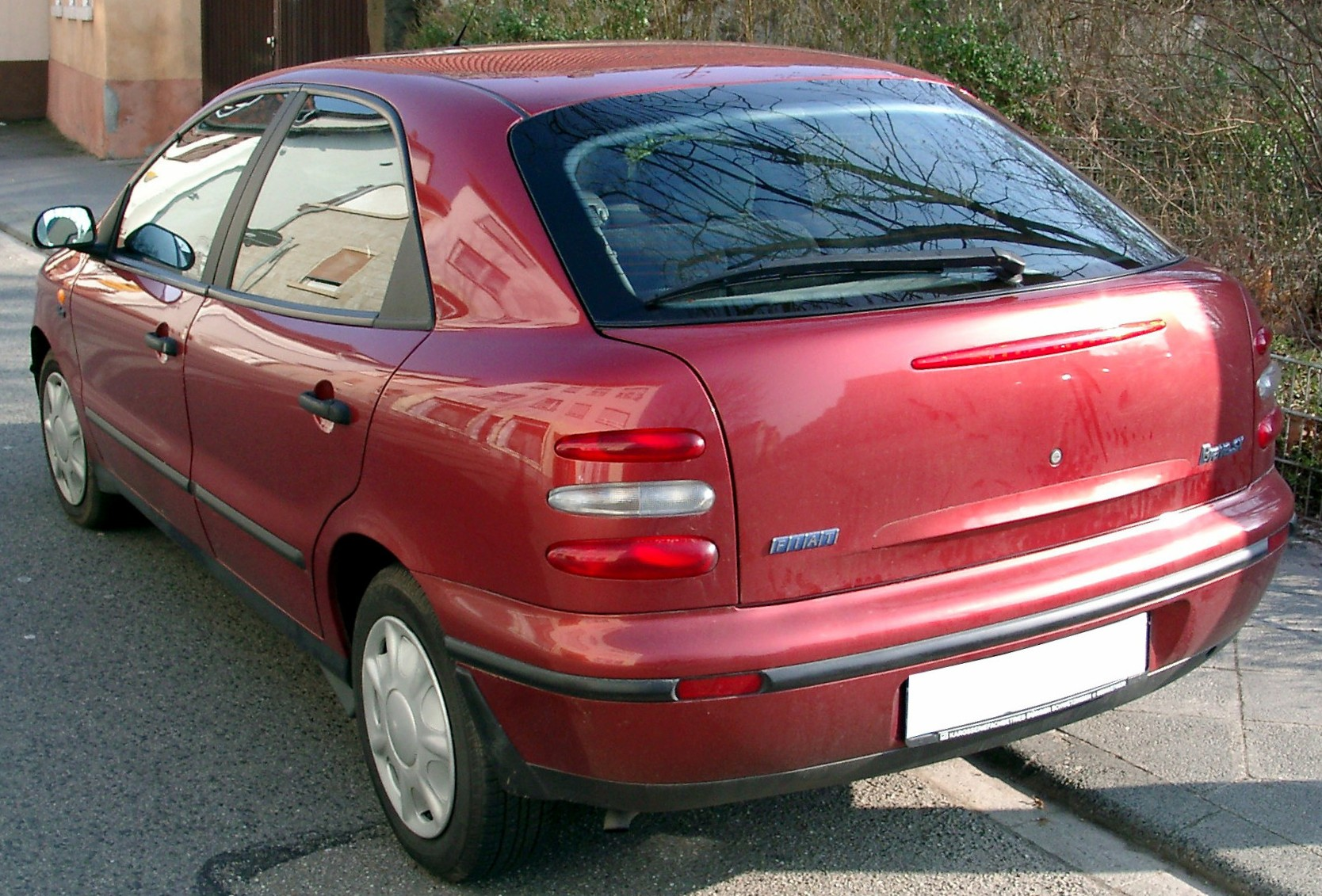
Vista trasera del Fiat Brava

En su lanzamiento, la nueva gama de motores de gasolina incluía un motor de 1370 cm³ y 12 válvulas de 80 CV, un motor de 1581 cm³ y 16 válvulas de 103 CV, denominado Torque, y finalmente un motor de 1747 cm³ y 16 válvulas de 113 CV. Inicialmente, solo estaba disponible un motor diésel: un 1.9 atmosférico de 8 válvulas y 65 CV.
Para los clientes, la elección no se limita a las dos carrocerías, ya que desde su lanzamiento también ha estado disponible una amplia gama de motores. Tres motores de gasolina de cuatro cilindros, todos con convertidor catalítico: 1.4 litros 12V (tres válvulas por cilindro) de 80 CV en las versiones S y SX, 1.6 16V de 103 CV para las versiones EL y ELX, y 1.8 16V de 116 CV, denominado GT para el Bravo, EL y ELX para el Brava. Inicialmente, solo estaba disponible un motor diésel de 1.9 litros de 65 CV en las versiones S y SX. 
En el Salón del Automóvil de París de 1998 se presentó la gama revisada de Bravo y Brava. Los cambios exteriores se centraron principalmente en la parrilla, con nuevos frontales: negro para el modelo de tres puertas y cromado para la berlina. También se modificaron otros detalles, como los retrovisores del mismo color, nuevas llantas de aleación y tapacubos diferentes para las llantas de acero. El salpicadero se renovó, con la radio y el aire acondicionado siempre de serie, dado que los modelos básicos S y EL dejaron de fabricarse cuando se lanzaron las versiones "Steel" y "Suite". El acabado tope de gama, el HSX, se creó exclusivamente para el Brava. El 1200 del Lancia Y y el Punto 85 sustituyó al 1400 que se iba a producir. 
Una de las tres versiones del Marea se presentan en el Salón del Automóvil de Barcelona: dos de gasolina: un motor 1.6 con transmisión automática, un motor 2.0 y un turbodiésel 2.4 de 124 CV. El mismo motor equipa el Fiat Marea Weekend, que se exhibe en Barcelona. Este modelo debe su éxito a su personalidad única. Es muy diferente de la berlina, incluso en cuanto a estilo. Su enorme capacidad de carga lo sitúa en lo más alto de su categoría. 
En 1998, el coche se sometió a una ligera renovación. Se introdujeron nuevos motores, se amplió el equipamiento y se mejoró la calidad del interior.
El rendimiento del Bravo 20V HGT aumentó, alcanzando los 155 CV y alcanzando una velocidad máxima de 213 km/h. A los dos turbodiésel se unió la versión JTD de 105 CV, equipada con el primer sistema de inyección "common rail" que ya se podía ver en otros vehículos del Grupo. El proyecto JTD surgió en Fiat y posteriormente se vendió a Bosch para su producción a escala industrial. 

## Producción y mercado

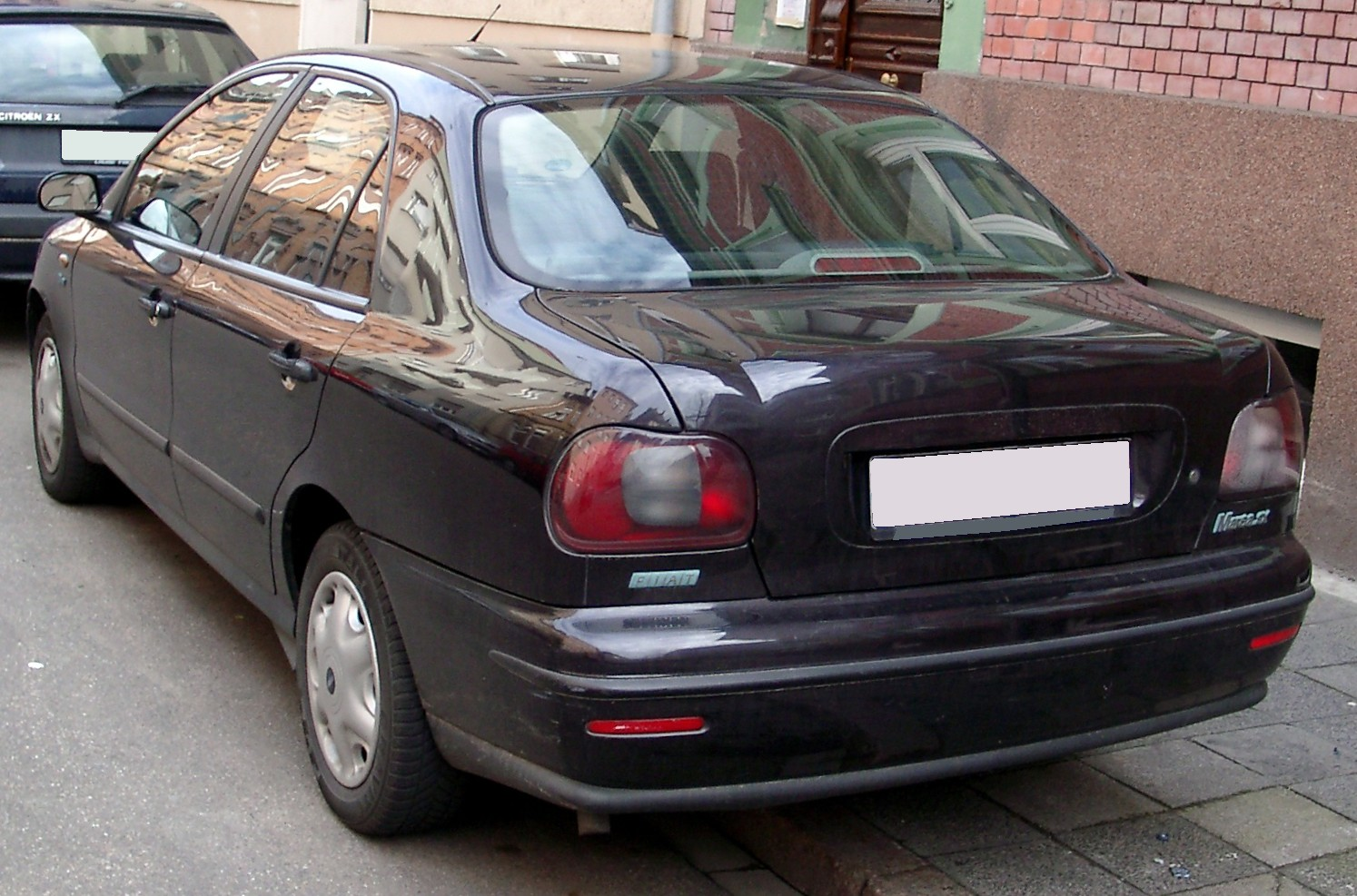
Vista trasera del Fiat Marea

El Marea se fabricó originalmente en las plantas de Fiat en Cassino, Mirafiori y Rivalta, en Italia. Más tarde, el Marea también reemplazó al Tempra en las plantas polacas (Tychy), brasileñas (Betim) y turcas (en Bursa, con Tofaş), que fabrican vehículos principalmente para mercados locales y otros mercados en desarrollo.[cita requerida]
En Europa, la producción y las ventas del Marea cesaron en agosto de 2002, un año después de que el Bravo y el Brava fueran reemplazados por el Fiat Stilo. El Marea Weekend fue reemplazado por el Stilo Multiwagon presentado en enero de 2003, mientras que el sucesor del sedán, el Fiat Linea, se presentó en 2007. 
En el Reino Unido, el Marea sedán se ofrecía en los niveles de equipamiento SX, ELX y HLX. El SX podía pedirse con un motor de gasolina de 1.6 litros o con un turbodiésel de 1.9 litros de 75 o 100 CV. El ELX estaba disponible en cuatro motores: gasolina de 1.6, 1.8 y 1.9 litros y 20 válvulas, o turbodiésel de 1.9 litros y 100 CV. El HLX, el modelo tope de gama, podía optar por un motor de gasolina de 2.0 litros y 20 válvulas de mayor rendimiento o un turbodiésel de 2.0 litros y 125 CV. 

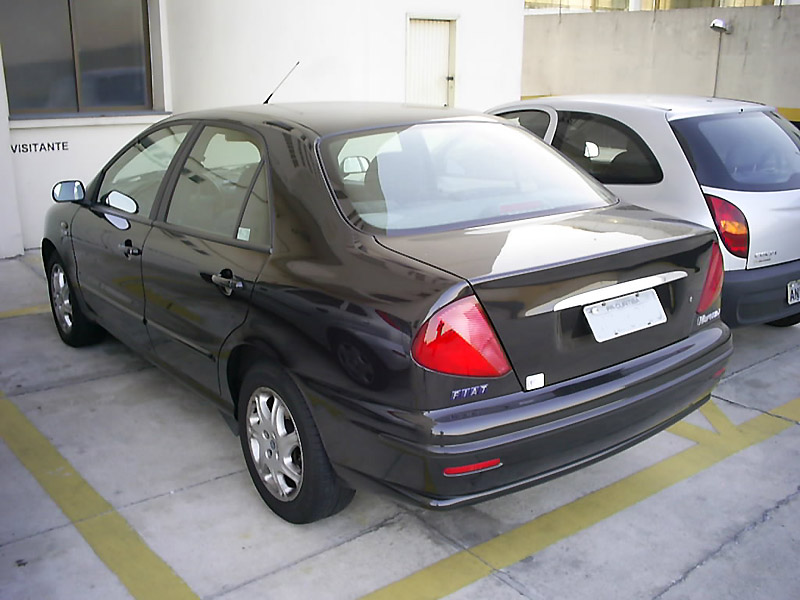
Fiat Marea turco y brasileño (primer rediseño) (vista trasera)

Sin embargo, el Marea (en ambos estilos de carrocería) todavía se fabricó en Turquía y Brasil para los mercados locales (y otros mercados latinoamericanos). La versión brasileña fue renovada en 2001, cuando obtuvo una parte trasera rediseñada con luces traseras tomadas del Lancia Lybra.
Para 2006, el Marea fue revisado levemente nuevamente, ganando una nueva parte trasera y una nueva parrilla, similar en estilo a otros modelos Fiat actuales. A mediados de 2007, cesó la producción brasileña del Marea y Marea Weekend.

## Historia
El Bravo y el Brava fueron los sustitutos del exitoso pero envejecido modelo Tipo. Los dos coches eran muy diferentes en cuanto a detalles de estilo y experiencia de conducción, el chasis del Bravo estaba ajustado para un manejo más preciso, mientras que el Brava estaba ajustado para una mayor comodidad. El acabado interior y muchos de los colores de la carrocería eran exclusivos de una u otra versión. Ambos coches tenían una calificación de seguridad de dos estrellas en EuroNCAP. Los coches venían con motores completamente nuevos, el modelo base usaba un motor de 1,4 L y 12 válvulas que producía 80 CV (59 kW). Había otros tres motores de gasolina disponibles: el 1,6 L y 16 válvulas de 103 CV (76 kW); el motor 1.8 L de 16 válvulas y 113 CV (83 kW) y el motor tope de gama de cinco cilindros en línea 2.0 L de 20 válvulas utilizado en el modelo HGT, que producía 147 CV (108 kW) y que podía llevar al coche a una velocidad máxima de 213 km/h (132 mph). En 1999, el modelo 155 HGT sustituyó al modelo anterior, ofreciendo una mayor potencia de 155 CV (114 kW).
La compañía italiana tenía que reemplazar al Fiat Tipo, un coche que, aunque hay muchos que no lo aceptan, fue realmente importante y no solo para la marca. El Tipo fue una pequeña revolución por sus formas y por la habitabilidad que se obtenía. Además, el Tipo fue el coche que empezó a usar una plataforma compartida –la usaron una gran cantidad de coches dentro del Grupo Fiat– y tenía detalles de fabricación, como el portón trasero de fibra, muy innovadores. 
Así, el reemplazo del compacto italiano se tornaba complicado. Sin embargo, el trabajo fue de primer nivel, pues se puso en circulación el Fiat Bravo y el Fiat Brava, básicamente el mismo coche, pero el primero solo con carrocería de tres puertas y el segundo con carrocería de cinco. Esa diferencia también les otorgaba distinto talante y un objetivo de ventas diferentes, como cabría esperar. 
El Fiat Brava era un coche, aparentemente, más familiar y ligeramente más capaz que el Bravo, un modelo que debería hacer una buena combinación con uno de los motores más básicos de la industria automovilística: un 1,6 litros gasolina de cuatro cilindros. Y así fue, combinó a la perfección, aunque cuando los turbodiésel empezaron a pisar las carreteras, este motor quedó completamente eclipsado o casi. 
Ambos modelos tenían la misma imagen frontal, pero la parte interesante llegaba cuando se los veía de atrás, especialmente en el caso del Brava, que tenía remate tipo liftback, con elementos como la luneta curva, las luces horizontales tipo “garras”, y formas generales redondeadas; mientras que en el Bravo el remate era prácticamente recto, con elementos como las luces oscurecidas, que le daban un look muy deportivo. Además, las variantes deportivas como el "HGT" podían contar con spoiler y paragolpes más deportivos. 
Curiosamente, Peter Davis, responsable del Centro Stile Fiat, afirmó que el diseño comenzó ni bien se terminó el de los Barchetta y Coupé, que fueron llevados al límite para diferenciarlos de la competencia, teniendo en cuenta que lo han logrado. 
Mientras que el Marea, fue presentado en 1996 simultáneamente en dos versiones, berlina y Weekend (a diferencia del Tempra cuya versión familiar fue lanzada un año después de la berlina). Disponible desde el 11 de septiembre de 1996 como sucesor del Fiat Tempra, se vendió en tres niveles de equipamiento, a saber, el básico SX, el intermedio ELX y el más rico HLX (cuyo equipamiento de serie incluía llantas de aleación, elevalunas eléctricos, espejos eléctricos y lavafaros).
Con un frontal similar al de la línea Bravo/Brava, el Marea mostró un diseño renovado con un frontal estrecho y faros delgados. Las esquinas redondeadas y las superficies curvas fueron diseñadas en el centro de diseño de Fiat. La versión familiar presentaba una parte trasera dividida. El portón trasero se elevaba y la parte inferior se bajaba, lo que contribuía a crear un área de carga plana. Al estar sus luces traseras montadas en la parte alta de los pilares D, estaban protegidas de pequeños accidentes en los estacionamientos, un elemento apreciado, especialmente en ciudades concurridas. 
En el interior, el Marea Weekend contaba con numerosos compartimentos portaobjetos en los reposabrazos centrales, los paneles de las puertas y el reposabrazos trasero. El respaldo abatible y dividido del asiento trasero ampliaba el maletero y era lo suficientemente largo como para usarse como zona de descanso. Las líneas curvas del salpicadero se asemejaban a las del Bravo/Brava, pero con algunas diferencias. 
Fiat instaló en el Marea una selección de motores de gasolina y diésel. Estos últimos eran muy eficientes en consumo de combustible y contribuyeron a mantener las cifras de ventas. Pero después de seis años en el mercado, el Marea fue retirado. 
Los motores se compartían con las versiones hermanas Bravo y Brava. En Italia, el motor base era un 1.6 16V de la familia Torque con 103 CV, acoplado a una transmisión manual de 5 velocidades o una automática de 4 velocidades. Los demás motores de gasolina pertenecían a la nueva familia Pratola Serra, incluyendo un 1.8 16V con 113 CV y un 2.0 20V de gasolina con 147 CV. (posteriormente ampliado a 154 CV en 1999), este último un cinco cilindros derivado del mismo motor que equipaba el buque insignia Lancia K y, a partir de 1999, el Lancia Lybra, que entró en producción ese mismo año para sustituir al Lancia Dedra. 
Los motores turbodiésel disponibles en el lanzamiento eran de inyección indirecta con precámara de combustión e incluían un 1.9 con dos potencias (TD75 y TD100 de 75 y 101 CV) y un 2.4 con 124 CV (TD 125). En el Salón del Automóvil de Ginebra de 1997, se presentó una versión con transmisión automática adaptada para personas con discapacidad. También en 1997 debutó una versión que funcionaba tanto con gasolina como con gas natural, el Marea BiPower; equipado con un motor 1.6 16V especialmente adaptado para el funcionamiento dual fuel y un sistema de gas secuencial desarrollado por Metatron y Tartarini Auto, fue el primer automóvil italiano en ser propulsado por gas metano nativo de serie.
El diseño del Marea difería significativamente del de su predecesor, el Tempra. Sus líneas presentaban numerosas curvas y un frontal suave y aerodinámico, con un bajo coeficiente aerodinámico de 0,29. Los faros delanteros, al igual que los parachoques y guardabarros delanteros, se inspiraron en sus hermanos, el Fiat Bravo y el Brava, mientras que los laterales y la parte trasera eran completamente nuevos. La versión familiar se distinguía por sus faros verticales originales, que recordaban a los del Fiat Punto.

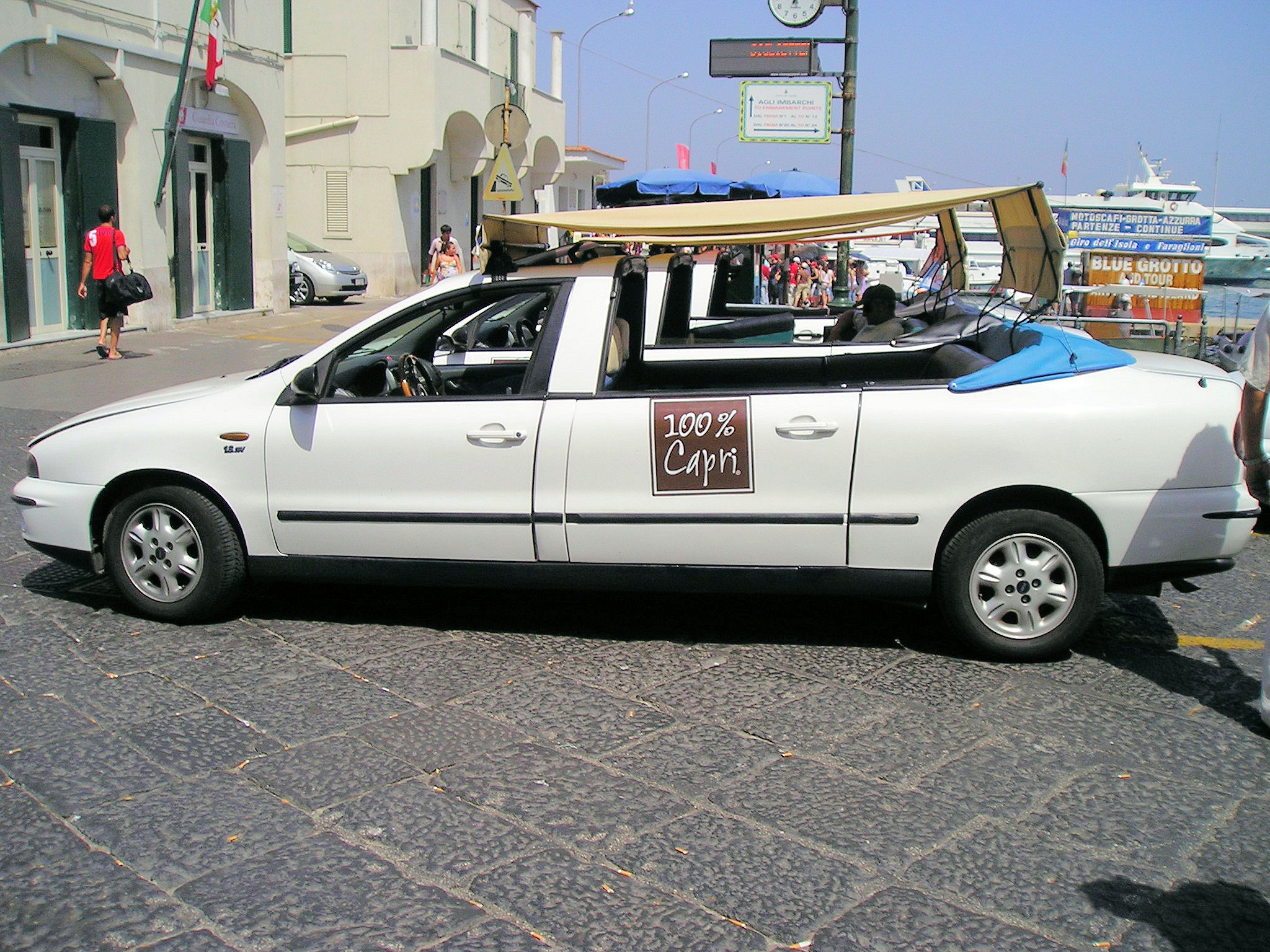
Fiat Marea descapotable, un taxi típico de Capri

El Marea se comercializó en dos versiones: un sedán de tres volúmenes y un familiar, llamado Weekend. Este último fue más popular entre el público por sus líneas modernas y la versatilidad de su maletero, gracias al portón trasero de serie. También estaba disponible una versión furgoneta para el transporte de mercancías, llamada Fiat Marengo, que se distinguía principalmente por su carrocería cerrada y sus lunas tintadas. El Centro Stile Fiat desarrolló una versión descapotable especial con capacidad para seis personas más el conductor, que fue utilizada por la Cooperativa de Taxis de Capri para transportar turistas a la isla.

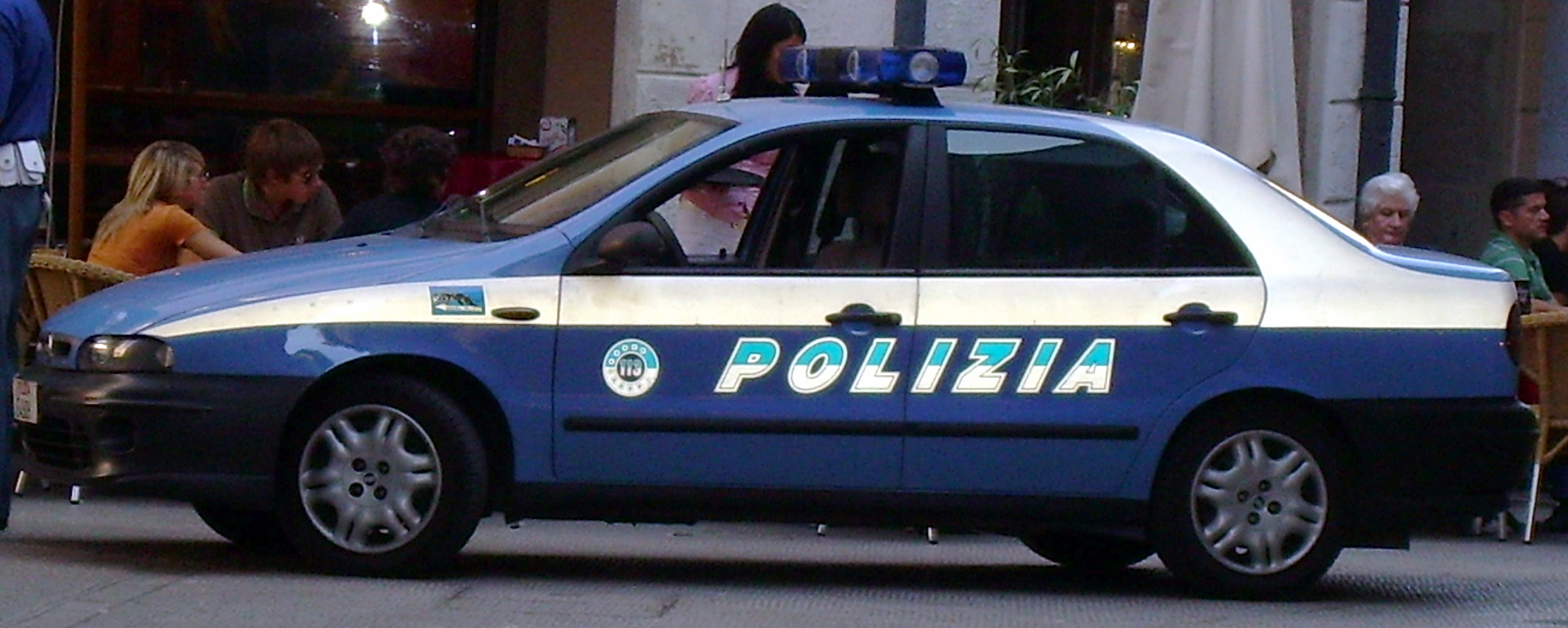
Fiat Marea sedán de la Polizia di Stato (Policía Estatal de Italia).

Ambas versiones de carrocería fueron adoptadas por la Polizia di Stato (Policía estatal) a finales de los 90: la versión sedán por la Brigada Móvil y la versión Weekend por la Patrulla de Carreteras. Las versiones utilizadas por la Policía están equipadas con el motor 2.0 20V de 155 caballos. Los Carabineros y la Policía Penitenciaria también recibieron ambas versiones del vehículo, equipadas con el mismo motor destinado a la Policía Estatal.
También fue utilizado por los Bomberos (Vigili di fuoco), pero en la versión Weekend. 
También había dos motores turbodiésel disponibles: ambos eran unidades de cuatro cilindros de 1,9 L, una de ellas con 75 CV (55 kW) y la otra con 100 CV (74 kW). El Bravo/Brava fue elegido Coche Europeo del Año en su lanzamiento.
El chasis Bravo/Brava dio lugar a versiones sedán y familiar en 1996, que recibieron el nombre de Fiat Marea, un coche destinado a los compradores de Ford Mondeo y Opel/Vauxhall Vectra, que recibió elogios por su gran maletero.

Otro coche basado en la base del Bravo/Brava/Marea, el Fiat Multipla, se lanzó en 1998, que era un monovolumen compacto de seis plazas. En 1999, el Bravo/Brava recibió un ligero cambio de imagen. Se dejó de fabricar en 2001 y fue sustituido por el Fiat Stilo.

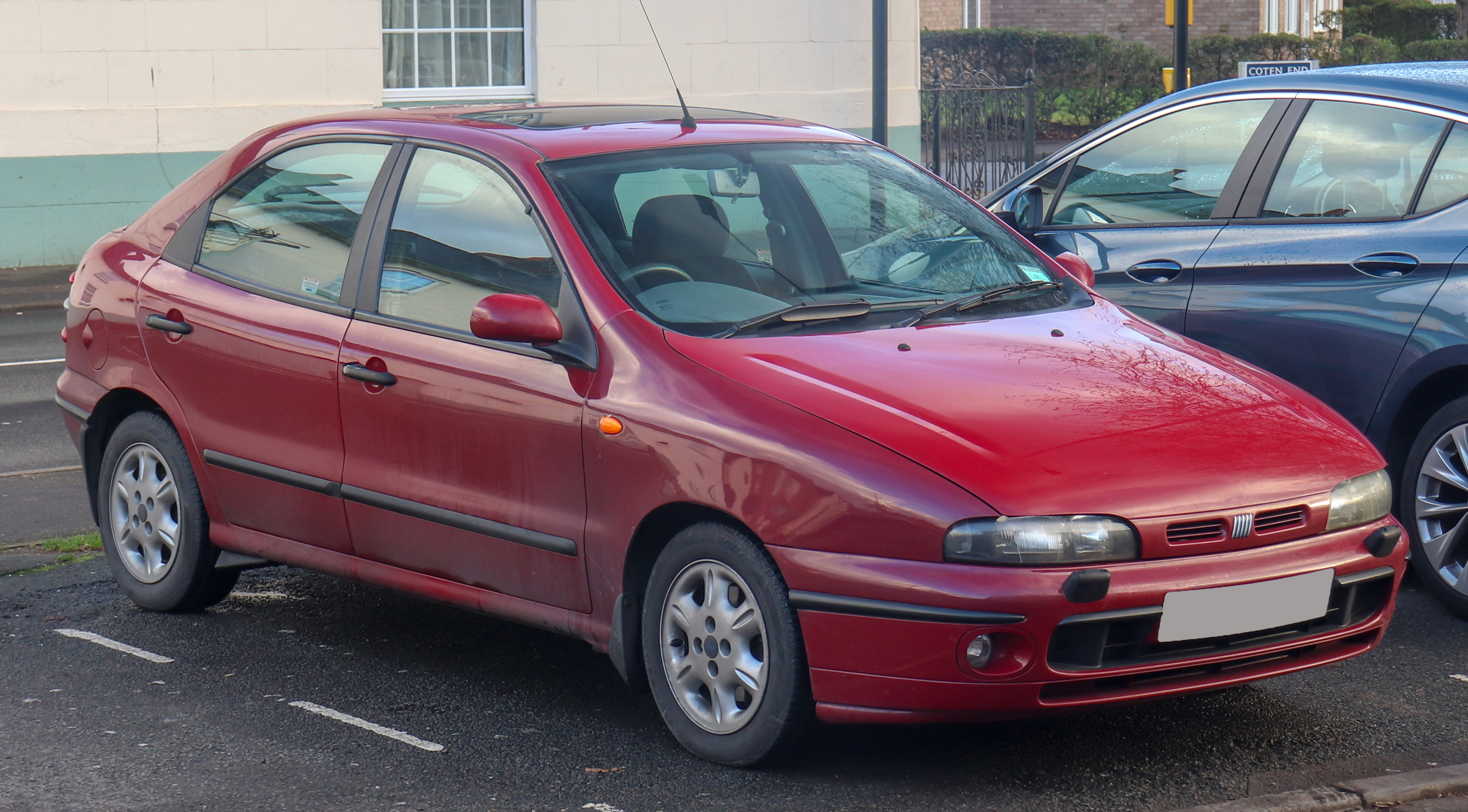
Vista frontal del modelo "Brava"

Los coches se anunciaban como silenciosos, futuristas, económicos y que ofrecían "La Elección". Los anuncios italianos de Fiat decían "Fiat Bravo. Fiat Brava. La Scelta", que se traduce aproximadamente como "Fiat Bravo. Fiat Brava. La Elección", dando a entender que "eran coches muy similares, pero con la opción de un hatchback deportivo de tres puertas o un fastback práctico de cinco puertas".
Peter Davis, director del centro de diseño de Fiat en ese momento, dijo que comenzaron a trabajar en el Bravo y el Brava inmediatamente después de haber terminado de trabajar en el Coupé y el Barchetta. Dijo que querían llevar el diseño al límite, romper las reglas y descubrir cada ángulo del automóvil, distinguiéndolo de los competidores.
Jeremy Clarkson revisó el Fiat Bravo y el Brava en 1995 en Top Gear, afirmando que "Así es como puede verse un automóvil común, si pones un poco de esfuerzo en él". También afirmó: "Estoy en un hatchback de tres puertas, que puedes comprar por menos de £ 10,000, y me estoy divirtiendo, ¡y solo tiene un motor de 1.4 litros! Un automóvil atractivo que es agradable de conducir y también económico de mantener ". Clarkson también dijo que el automóvil se sentía rígido, no había chirridos ni traqueteos, y todos los interruptores en el interior tenían una sensación de calidad. 
Entre las primeras actualizaciones de la gama se encontraban dos motores turbodiésel de 1910 cm³, que desarrollaban 75 CV y 100 CV respectivamente. Este último motor era capaz de desarrollar un par motor decente incluso a bajas revoluciones, y en cuanto se alcanzaban las 2000 rpm, la turbina entraba en funcionamiento. Equipados con escasa electrónica, eran motores en general duraderos y seguros, con la excepción de la delicada culata, que se veía afectada por las altas temperaturas alcanzadas en la precámara de combustión.
Fiat presentó un diseño original con motores robustos. El Brava ofrece 380 l de maletero, 775 l con los asientos abatidos. El Bravo ofrece 280 l. Los coches estaban equipados con radios originales, que no encajaban en otros coches de la misma forma, lo que dificultaba su venta a posibles ladrones. 
El Fiat Marea está disponible en dos versiones: berlina de 4 puertas con un maletero de 430 litros  y familiar (Weekend) con un maletero de 500 litros. El volumen de carga de la versión familiar puede ampliarse hasta 1550 litros. 
Ambos modelos contaban con suspensión MacPherson delantera y suspensión independiente de horquilla trasera. Se instalaron frenos de disco delante y de tambor detrás, con la única excepción del motor de 2.0 litros del Bravo HGT, que también contaba con frenos de disco traseros. El ABS era de serie u opcional, según el motor y el nivel de equipamiento. 
Después de sólo seis años, el Brava y el Bravo fueron reemplazados por el Fiat Stilo en octubre de 2001. Sin embargo, en Egipto, el Brava de primera generación siguió en producción. 
El Marea salió de producción en el mercado europeo en 2003 y no fue reemplazado por ningún modelo similar, con la excepción del Weekend, que fue reemplazado por el Fiat Stilo Multiwagon. Sin embargo, se mantuvo en producción en los mercados brasileño y turco: tras un rediseño parcial inicial en 2001, recibió un segundo rediseño en 2004 y su producción finalizó en 2007.

## Rediseño
En octubre de 1998, el Bravo/Brava recibió un rediseño interno y externo, además de una serie de actualizaciones mecánicas. El nuevo motor 1.2 de 16 válvulas y 80 CV, ya instalado en los pequeños Lancia Y y Fiat Punto, sustituyó al 1.4 de 12 válvulas, mientras que el 1.9 turbodiésel se actualizó con el nuevo JTD de inyección directa common-rail de 105 CV. La potencia del 2.0 de cinco cilindros del deportivo HGT aumentó hasta los 155 CV.
En ese mismo año, en el caso del Marea, sufrió algunas actualizaciones bajo la piel, con mejoras graduales (sistema de frenos, endurecimiento del chasis) y con la introducción de nuevos motores, la eliminación del turbodiésel de 75 HP (que inicialmente se unió al nuevo JTD con sistema common-rail) y la sustitución del TD 100 y TD 125 por el ligeramente menos sediento 1.9 JTD105, que ya estaba en uso en el Alfa Romeo 156 y también se usaría en el Lancia Lybra cuando se lanzó al año siguiente. 
En el año 2000, todos los motores se adaptaron a la normativa Euro 3 y el logotipo exterior de "cinco barras" se sustituyó por el nuevo emblema redondo de Fiat sobre fondo azul, introducido el año anterior con el lanzamiento de la segunda serie del Punto. Los motores de gasolina 1.6 16V, 1.8 16V y 2.0 20V pasaron a denominarse 100 16V, 115 16V y 155 20V (este último aumentó su potencia de 147 CV a 154 CV), mientras que el TD125 fue sustituido por el 2.4 JTD130, con inyección directa, que desarrollaba 131 CV. En 2002, el 1.9 JTD105 aumentó su potencia hasta los 110 CV y pasó a denominarse JTD110; posteriormente, se le unió una variante de 100 CV en algunos mercados no italianos.
En aquel entonces, los JTD se encontraban entre los diésel más avanzados y se mantuvieron en la lista de precios, con posteriores actualizaciones, hasta la aparición del Multijet, más eficiente. Durante un tiempo, también estuvo presente en la gama una versión de ambos coches con motor 1.6 y transmisión automática. En cuanto a seguridad, en 1998 el Brava se sometió a las pruebas de choque Euro NCAP, obteniendo una puntuación total de 2 estrellas.
En los últimos años, las ventas de los modelos Bravo y Brava fueron perdiendo cada vez más terreno frente a la nueva competencia, principalmente de los Volkswagen Golf, Ford Focus y Peugeot 307, por lo que hacia finales de 2001 se interrumpió la producción de ambas berlinas, sustituidas por el Stilo, que presentaba materiales y acabados mejorados y estaba aún más refinado desde el punto de vista mecánico.
El Bravo/Brava recibió un ligero lavado de cara en 1999.
El motor 1.4L 12v fue reemplazado por el 1.2 16v del Fiat Punto, el motor 2.0L 20V del modelo HGT obtuvo sistemas VVT y VIS aumentando la potencia de 147 CV (108 kW) a 155 CV (114 kW), el tablero fue rediseñado y mejorado en todos los niveles de equipamiento, las rejillas de los autos fueron rediseñadas, la unidad de aire acondicionado fue reemplazada por la automática del Fiat Coupé, y otros pequeños detalles sobre los autos fueron cambiados en toda la gama de acabados.
El turbodiesel 1.9 fue reemplazado por unidades diésel 1.9 JTD (ahora con 77 kW), para brindar aún mejor economía y refinamiento. En el mercado griego, todos los modelos Brava posteriores recibieron el alerón trasero de serie.
La producción en Italia cesó en noviembre de 2002 sin dejar sucesores directos para el sedán y dejando espacio para el Stilo MultiWagon para el Weekend; la línea de producción se transfirió a Turquía, donde el automóvil se produjo (por Tofaş) a partir de diciembre de 2002 durante otros 3 años con algunos de los motores de la producción italiana para ser reemplazados por el Fiat Linea en 2006, que sin embargo nunca se vendió en Italia.

## Ediciones especiales y acabados
- Anniversaire: se presentó en 1997 para ambos coches, con sólo 1.100 unidades, celebrando la victoria de Fiat como Coche del Año 1996 para el dúo Bravo/Brava, para el mercado de Europa Occidental. Era una versión 1.6 16v Sx, con pintura metalizada, espejos eléctricos regulables y calefactados, faros antiniebla, airbag delantero para el acompañante, ABS y lector de CD en lugar del reproductor de cintas. [96]
- Evening Vale: introducido en marzo de 2000 para el Brava destinado al mercado de Europa Occidental. Era una versión 1.2 16V/1.6 16V/1.9 JTD SX, con llantas especiales de 14" y aire acondicionado automático.
- Estivale: introducido en el año 2000, para el mercado francés, con motorizaciones como el 1.2 16v 82 CV, 1.6 16v 103 CV y 1.9 JTD 105 CV, una versión SX con climatizador automático, 4 airbags (lateral y frontal) y elevalunas eléctricos traseros (automáticos para el conductor) [97]
- Formula: introducido en 2001, para el Bravo, para el Reino Unido. Era una versión 1.2 16V SX con llantas de 15" del acabado GT, alerón trasero del GT, espejos eléctricos regulables y calefactados, faros antiniebla, reproductor de CD y cierre centralizado a distancia. [98]
- Limited Edition: a partir del año 2000, para el mercado húngaro. Disponible en las versiones 1.2 16V y 1.6 16V, contaba con pintura metalizada, retrovisores eléctricos regulables y calefactados, faros antiniebla, airbag para el pasajero y aire acondicionado automático. El 1.6 16V también contaba con ABS.
- Special Edition: edición limitada, pero sólo para el Bravo.
- Steel: últimos modelos Bravo/Brava, una "despedida" de octubre de 2001, para el mercado de Europa occidental, antes de que el dúo fuera descontinuado. Disponible en modelos 1.2 16v, 1.6 16v y 1.9 JTD Sx, presentaba pintura gris metalizado/negro/azul, llantas de aleación de 15" de GT (Bravo) o molduras especiales de 14" (Brava), alerón trasero de GT, luces traseras oscurecidas (Bravo), logotipo "Steel" en la columna C, espejos eléctricos ajustables y calefaccionados, faros antiniebla, airbag del pasajero, aire acondicionado automático, reproductor de CD, volante y pomo de la palanca de cambios de GT forrados en cuero, asientos de dos tonos negro/azul, cuadro de instrumentos GT blanco y consola y panel de instrumentos GT plateados. [99][100][101][102][103][104]
- Suite: disponible sólo para el Bravo GT 1.6/1.8/1.9 JTD para el mercado suizo, en colores azul o negro metalizado, con llantas de aleación especiales de 15" de siete radios, alerón trasero del GT, logotipo de Suite en la columna C, airbag del pasajero delantero, airbags laterales, espejos eléctricos ajustables y calefactados, faros antiniebla, aire acondicionado automático, cierre centralizado a distancia, reproductor de CD de alta calidad con cuatro altavoces y cambiador de CD, volante y pomo de cambio forrados en cuero GT, consola central y panel de instrumentos plateados y un interior de cuero completo en crema, marrón oscuro, azul oscuro o negro. [105][106]
- Trofeo: disponible sólo para el Bravo Sx 1.2, para los mercados de Europa occidental, para el año 2000. Similar al "Fórmula", presentaba pintura gris metalizada/azul/negro/azul Sprint/azul cielo, llantas de aleación de 15" del GT pintadas con pintura gris especial, alerón trasero del GT, Trofeo escrito en las aletas delanteras, espejos eléctricos ajustables y calefactados, faros antiniebla, aire acondicionado automático, tapicería de cuero del GT pomo de cambio y volante, grupo de instrumentos del GT en color blanco, consola central y panel de instrumentos en color plateado, asientos y paneles de las puertas en dos tonos azul y negro. [105][107]
- Yellow: Bravo 1.2 16v Sx exclusivo para el mercado húngaro, con llantas de aleación del GT, espejos eléctricos ajustables y con calefacción, faros antiniebla y disponible únicamente en un amarillo distintivo. [108]
- VIP: disponible solo para el Fiat Marea, el Fiat Marea VIP fue una versión especial del Fiat Marea fabricada en Turquía, que se diferenciaba por su interior en dos tonos,tapizado de cuero y un motor 1.6 16v con 113 CV, pero exclusivamente para el mercado turco, pero en Brasil, la versión SX y la versión Exclusiva VIP se introdujeron en Brasil, ambos con el mismo motor 1.6, incluyendo el equipamiento estándar: Airbag para conductor y pasajero, airbags laterales, ABS, EBD, aire acondicionado, vidrio eléctrico, espejo eléctrico, reposabrazos traseros y delanteros, volante y caja de cambios revestidos de imitación de asientos de madera. [109]
- Exclusive: disponible solo para el Fiat Marea, exclusivo para el mercado turco, pero con motor 1.6 16v de 113 CV, Incluyendo el equipamiento de serie como: Airbags para conductor, pasajero y laterales, aire acondicionado, ABS, EBD, espejos retrovisores eléctricos y calefactables, apoyabrazos delanteros y traseros, volante y palanca de cambios de cuero, apertura interior del depósito de combustible y la tapa del maletero, elevalunas eléctricos delanteros y traseros, asiento del conductor eléctrico, incluso su equipamiento opcional, viene con asientos de cuero y techo corredizo.
- Liberty: Marea exclusivo para el mercado turco, viene con equipamientos de serie como: Airbags para conductor y pasajero, aire acondicionado, espejos retrovisores eléctricos y calefactables, apoyabrazos delanteros y traseros, apertura interior del depósito de combustible y del maletero, elevalunas eléctricos delanteros, pero también el equipamiento opcional: ABS, elevalunas eléctricos traseros, con motor 1.6 16v de 103 CV. [110]
- St.Moritz: disponible solo para el Fiat Marea (incluido el Marea Weekend [111]), con portaequipajes y luces traseras en plata metalizada "Grigio Steel" protectores de parachoques en plata metalizada Parrilla del capó en plata metalizada de color "Grigio Steel", volante, palanca de cambios, palanca del freno de mano y reposabrazos delantero en cuero y gráficos de la alarma en blanco

La versión especial Steel con equipamiento específico estaba disponible en ambas carrocerías. Las versiones Suite con interiores de cuero claro, la Trofeo con un particular color azul y llantas bruñidas, y la disponibilidad de accesorios deportivos originales Abarth, estaban reservadas para el Bravo.
Algunos ejemplares del Fiat Brava fueron adquiridos por los Carabineros y equipados para las Compañías de Intervención Operativa (C.I.O.). También fueron utilizados por los jefes de Orden Público de los Batallones, por los Departamentos Operativos como vehículos sin distintivos, por el CC del Banco de Italia, por el Ministerio de Asuntos Exteriores, para los desplazamientos de los oficiales y en los Comandos del CC del Ejército, la Armada y la Fuerza Aérea.

#### SX
SX (fase I) +
- Apoyabrazos central con compartimento portaobjetos
- Autorradio K7 con 4 altavoces
- Cuadro de instrumentos deportivo con diales redondos (excepto motor automático 100 de 16 V)
- Espejo de cortesía del conductor en la visera
- Salpicadero con revestimiento térmico suave
- Asientos delanteros con respaldos reclinables, basculantes y deslizantes, con memoria
- Espejos del color de la carrocería
- Paneles inferiores del color de la carrocería
- ABS Bosch
- Sistema de nivelación de faros
- Airbag del pasajero
- Airbags laterales delanteros (a partir de 2000)

#### ELX
SX +
- Reproductor de casetes con 6 altavoces y control del cambiador de CD
- Aire acondicionado automático con filtro de polen
- Retrovisores eléctricos y calefactables
- Iluminación sincronizada
- Moqueta especial
- Iluminación dinámica del cuadro de instrumentos
- Tapicería de terciopelo
- Elevalunas traseros eléctricos
- Volante deportivo
- Cierre centralizado con mando a distancia
- Faros antiniebla
- Airbags laterales delanteros (desde 2000)
- Llantas de aleación (desde 2000)

#### Opciones disponibles
- Kit para no fumadores
- Preparación para teléfono
- Tapicería de cuero
- Pintura metalizada
- Techo corredizo y elevable eléctrico con toldo
- Llantas de aleación
- Airbags laterales delanteros
- Alarma

#### HLX[112]
- ABS
- Airbag (2)
- Aire acondicionado
- Alarma antirrobo
- Antena de techo
- Apertura a distancia
- Apertura interna de maletero
- Apertura interna de tapa de tanque
- Apoyacabezas (4)
- Apoyabrazos central trasero
- Asiento regulable en altura (Manual)
- Balizas
- Barras laterales de protección
- Bloqueo central de puertas
- Catalizador con sonda Lambda
- Cinturones de seguridad inerciales (4)
- Cinturones de seguridad regulables en altura (Ad)
- Cuentarrevoluciones
- Desempañador de vidrios
- Dirección asistida
- Elevacristales eléctricos (4). Conductor con one touch
- Espejos de cortesía en parasoles (1)
- Espejos externos con comando eléctrico
- Guantera con llave
- Indicador de temperatura exterior
- Kit de herramientas
- Lavafaros
- Limpialparabrisas con intermitente regulable
- Luces antiniebla delantera
- Luces antinieblas traseras
- Luces de cortesía (ad/at)
- Luz de reserva de combustible
- Luz de guantera
- Luz de maletero
- Llantas de aleación
- Odómetro digital
- Altavoces  delanteros
- Altavoces traseros
- Portamapas en contrapuertas delanteras
- Radio AM/FM con pasacassette
- Regulación interna de faros
- Reloj digital
- Reóstato luz de tablero
- Respaldo trasero rebatible 1/3-2/3
- Sujeción lumbar regulable
- Tercera luz de stop
- Testigo de capó y baúl abiertos
- Testigo de cinturón de seguridad
- Testigo de funciones vitales
- Testigo de lámparas fuera de servicio
- Testigo de pastillas de frenos
- Testigo de puertas abiertas
- Volante regulable en altura (manual).

El equipamiento de serie del SX básico incluye lavaparabrisas trasero, reposacabezas traseros, volante regulable en altura, dirección asistida, cierre centralizado, elevalunas eléctricos delanteros, sistema de audio de 4 altavoces con radio y airbag para el conductor. El nivel de equipamiento HSX también incluye faros antiniebla, llantas de aleación, sistema de audio de 6 altavoces con radio y cambiador de CD, y ABS. El nivel de equipamiento ELX también incluye retrovisores calefactables y eléctricos, y cierre centralizado con mando a distancia. 

### Modelos derivados
En 1996, a partir del chasis Bravo/Brava, se desarrolló el Fiat Marea, un sedán de tamaño mediano apreciado por su amplio maletero, especialmente en su versión Station Wagon. En 1998, debutó otro coche basado en la misma plataforma: el Fiat Multipla, un monovolumen de seis plazas.

## HGT Abarth
El Fiat Bravo HGT salió al mercado en el año 1996. Este modelo, con su motor de 2.0 litros y 147 caballos, representó una versión deportiva dentro de la gama Bravo de primera generación.
A finales de 1999, Fiat introdujo los accesorios Abarth para el Bravo, que incluía llantas y kit de carrocería más agresivos y con las mismas prestaciones que el modelo 2.0 HGT. Se fabricó entre 2000 y 2002.
El cinco cilindros de 1998 cm³ con 20 válvulas y 147 HP, en cambio, solo estaba disponible en el Bravo en el acabado deportivo HGT  y podía llevar el automóvil a una velocidad máxima  de 218 km/h ; una particularidad de este motor era la estructura con un contraeje de equilibrio que, gracias a una exitosa optimización y una explosión cada 144° de rotación del eje, otorgaba una excelente elasticidad de uso hasta altas revoluciones (el pico de potencia estaba a 6100 rpm), a diferencia de lo declarado, el motor en régimen de máxima potencia desarrollaba casi 3 HP más que el valor reportado, garantizando una extensión en las marchas altas. Este acabado incluía caracterización externa (con parachoques, paneles laterales y faldones laterales dedicados), interna (asientos específicos), características como el ajuste eléctrico del alcance de los faros y una mecánica mejorada: de hecho, era el único Bravo que montaba frenos de disco en las cuatro ruedas y ABS de serie.
La segunda serie HGT se diferenció de la primera por un diseño diferente de parrilla frontal, ruedas que ya no eran de cinco radios sino en forma de cruz con un radio dividido y por un tablero y panel de instrumentos diferentes.
El motor de la primera serie tenía inyectores más grandes y una distribución más avanzada que el de la segunda serie que, gracias a los colectores de geometría variable y al VFD, alcanzaba una potencia de 155 CV que podía aprovecharse al máximo a través de una caja de cambios más larga.
El Fiat Bravo HGT fue lanzado como una variante de alto rendimiento del modelo Bravo, destacándose por su motor de 2.0 litros y 20 válvulas, que producía 155 caballos de fuerza. Este motor, junto con la suspensión deportiva y otros detalles estéticos, le otorgaba al HGT una personalidad más deportiva en comparación con otras versiones del Bravo. El Bravo HGT se produjo desde 1995 hasta 2001. 
El Fiat Bravo HGT es conocido por su enfoque deportivo dentro de la gama Bravo, destacándose por su motor de 2.0 litros y 20 válvulas que entrega 147 CV, posteriormente actualizado a 155 CV. Ofrece una experiencia de conducción más dinámica gracias a mejoras en la suspensión, dirección y frenos, incluyendo frenos de disco en ambos ejes en esta versión. Además, su diseño exterior e interior se distingue por detalles deportivos y un sonido de escape característico.

#### Mecánica[125]
Además de elementos estéticos como las faldillas retorcidas, el Fiat Bravo HGT se diferencia del resto de la gama por su motor. Dominada por un bloque de cuatro cilindros en línea, para el HGT se aplicó un cinco en línea también montado en otros modelos del Grupo Fiat como el Lancia Kappa. Además, este bloque motor fue equipado con un total de 20 válvulas junto a su culata en aleación ligera. De esta manera, las prestaciones del Fiat Bravo HGT quedaban en 147 CV a 6.100 revoluciones por minuto para alcanzar una punta por encima de los 200 kilómetros por hora. 
Con todo ello, se marcaban diferencias muy importantes respecto a los 111 CV de la versión GT. La primera en el escalafón deportivo de la gama, pero anclada aún en el motor con cuatro cilindros. Por ello, no hay duda de que cuando se hizo el Fiat Bravo HGT se estaba pensando en dar al modelo una variante realmente prestacional y no sólo una con ciertos toques estéticos como el spoiler. De hecho, los cambios no sólo quedaron en el motor.
Respecto a las suspensiones, éstas se caracterizaron por dos columnas McPherson en el eje delantero – lo cual no daba muchas variaciones respecto al resto de la gama – y amortiguadores de gas con ruedas tiradas por brazos longitudinales detrás – lo que sí era una mejora – . Además, se incorporaron barras estabilizadoras para aportar mayor rigidez. Una característica que maridó bien con la dirección, reajustada para entregar una respuesta más directa. Y hablando de respuesta directa, la frenada mejoró siendo el Fiat Bravo HGT la única versión en toda la gama con frenos de disco en ambos ejes.  

#### Equipamiento.[126]
De serie:
- dirección asistida
- ABS
- airbag conductor
- llantas de aleación
- radiocasete
- cierre centralizado
- elevalunas y espejos calefactables eléctricos
- reglaje de altura de faros
- volante de cuero
- cinturones con pretensor y  asiento del conductor
- faros antiniebla
- lava/limpialuneta térmica
- llave electrónica
- asiento posterior 60/40
- tapón de combustible con llave y sistema antiincendios.

Opciones como:
- tapicería de cuero
- aire acondicionado
- techo eléctrico,
- suspensión deportiva,
- antirrobo con alarma
- pintura metalizada
- airbag acompañante

## Bravo/Brava/Marea en el mercado brasileño y sudamericano
En octubre de 1999, Fiat inició la producción del Brava en Brasil , en la planta de Betim, donde el modelo sustituyó al Tipo. A diferencia del modelo italiano, el coche presentaba algunas mejoras con el Marea, tanto para su adaptación a las carreteras brasileñas como para la unificación de componentes. En 4 años se fabricaron 43.000 unidades. En 2003, el Brava dejó de fabricarse, dando paso al Stilo.
En Sudamérica, el Marea se debutó en 1998 en ambas versiones (sedán de 4 puertas y familiar) y permaneció en el catálogo hasta 2007. Los principales cambios se centraron en los motores disponibles solo con gasolina (gasolina + alcohol) en las versiones más potentes y en los acabados con un amplio equipamiento de serie. El motor más pequeño del catálogo era un motor de 2 litros, 20 válvulas y 5 cilindros, con una potencia reducida a 129 CV, mientras que el más grande era una versión turboalimentada del motor análogo, con 182 CV. Este motor también estaba disponible para la versión Weekend. El Marea sudamericano se ensamblaba en las fábricas de la filial brasileña de Fiat Auto.
En el mercado argentino, el Fiat Marea (incluído el Brava el octubre de 2000), llegó como un vehículo importado de Italia desde abril de 1998 hasta el año 2000, después, fué reemplazado e introducido por el Marea (de origen italiano), producido en Brasil, con equipamiento ELX, el motor de 5 cilindros de 2.0 litros pasó a 155 cv y en la opción turbo diesel, Brasil nos los armaba especialmente con los motores JTD de 105 cv,  en mayo de 2001 en Brasil se lanzaba la línea nueva que salió en noviembre de 2002 como línea 2003. (PD: No quiere decir que los Fiat Bravo/Brava/Marea son argentinos, sino italianos de origen, desarrollo y producciones italianas, polacas, turcas y brasileñas) 
A mediados de 2003 Fiat presentó la opción SX con el motor 1.6 16v incluyendo una versión con GNC, pero no llegamos a probarla.
La apariencia agresiva de los estrechos faros con máscara negra, el frontal en forma de cuña y la carrocería baja (incluido un Cx de tan solo 0,32), que funcionaban a la perfección, daban a los consumidores la impresión de ofrecer algo más. Y, de hecho, los coches destacaban, sobre todo si recordábamos el antiguo y problemático Tempra, que salió del mercado brasileño a finales de 1998.
El Fiat Brava estuvo acompañado por el Bravo (hatchback con tres puertas) y el Marea (sedán). Todos fueron comercializados en el mercado argentino bajo importación brasileña, pero fabricado en Betim, Brasil, ambos son de origen italiano. 
El Fiat Marea, también se ofrecía con GNC de fábrica, pero con motor 1.6 16v y una autonomía con GNC a 120 km/h alcanzando a 180 km/h, para el mercado argentino.

### Rediseño de 2001

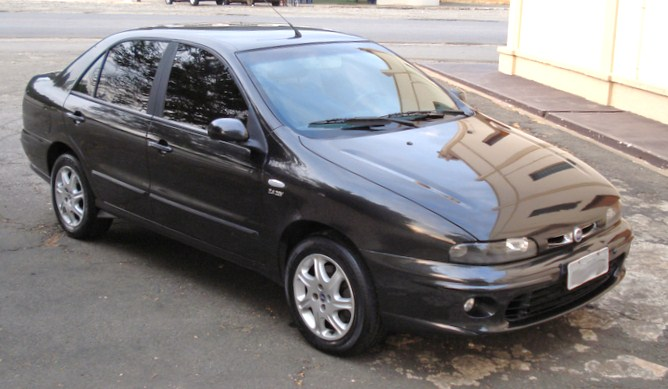
Marea brasileño de 2003

En 2001, el Marea brasileño recibió una línea renovada con la incorporación de nuevas luces traseras similares a las del Lancia Lybra. Las opciones de motor incluían motores básicos de 1.6 y 1.8 litros, derivados de unidades producidas en Italia, y un motor de gasolina más grande, de 2.4 litros y 160 caballos. El logotipo de Fiat también se renovó, ahora redondo con fondo azul.
El Marea experimentó su primera renovación. El frontal incorporó simplemente el escudo del centenario de Fiat, con fondo azul y una estilizada corona de laurel sobre el borde cromado, en sustitución de las cinco barras inclinadas 20 grados. La parte trasera del sedán incorporó las luces traseras del Lancia Lybra (su homólogo más elegante y lujoso, vendido en Europa), lo que también requirió cambios en el portón trasero, mientras que el Weekend se mantuvo sin cambios. El Brava también recibió retoques en el frontal.
El modelo 2002 también incorporó más equipamiento: todas las versiones ahora incluyen alerta sonora de velocidad, cierre automático de puertas a 30 km/h, faros delanteros con función "Sígueme a casa" (que se mantenían encendidos al apagar el coche), elevalunas eléctricos delanteros con función antiaplastamiento, accionamiento con un solo toque y alivio de presión interna al abrir una puerta, así como un llavero con un botón para activar la alarma y las luces exteriores, lo que facilita encontrar el coche en un aparcamiento.

### Rediseño de 2004
En 2004, recibió una parrilla frontal plateada rediseñada y nuevas molduras interiores, y fue reemplazado por el Linea en 2007. En su último año de producción, el Marea presentó el logotipo de Fiat sobre fondo rojo, que debutó simultáneamente en nuevos modelos europeos como el Bravo y el 500.
La gama experimentó una nueva y discreta renovación. El frontal incorporó una parrilla con borde cromado y faros distintivos. El entonces nuevo logotipo de Fiat también apareció en la tapa del maletero. En el sedán, las luces traseras incorporaron lentes transparentes, mientras que la station wagon presentó marcos grises que se extendían hasta el maletero. Para completar el conjunto, incorporó llantas de aleación de 15 pulgadas con seis radios huecos. 

### Rediseño de 2006
Para 2006, las ventas de la línea estaban en declive, especialmente la Weekend, que se descontinuó ese mismo año. Curiosamente, la versión Turbo del Marea se retiró del mercado poco antes del lanzamiento casi simultáneo del Honda Civic Si y el Volkswagen Golf GTI "4.5", deportivos con 192 y 193 caballos de fuerza, respectivamente (este último con gasolina premium). Fue un gesto de rechazo a la pérdida del título del auto más potente de Brasil. El sedán se mantuvo en su versión de aspiración natural durante unos meses más y se descontinuó en 2007, marcando un hito histórico con el lanzamiento del Punto en Brasil.  

#### Curiosidad
El Brava fue el primer Fiat brasileño a venderse en Internet y el pionero en el uso de la sigla deportiva HGT, que luego apareció en otros modelos exitosos, como el Argo y el Cronos.
El Brava se produjo desde septiembre de 1999 hasta 2003 en Brasil para el mercado interno y la exportación, pero en el primero, los motores disponibles eran:
- Brava SX/ELX 1.6 16v (106 CV (78 kW))
- Brava HGT 1.8 16v (127 CV (93 kW) o 132 CV (97 kW))

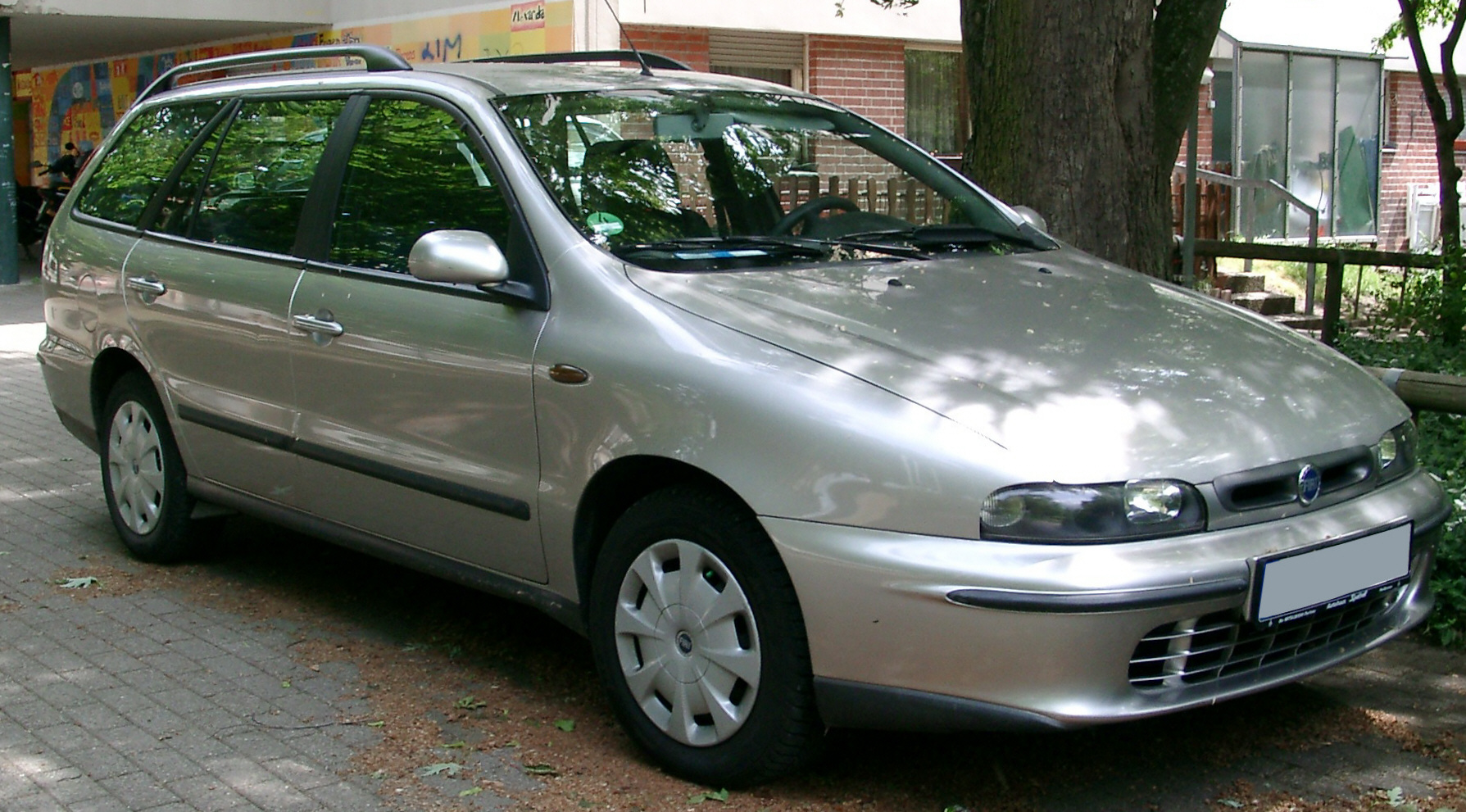
Fiat Marea Weekend

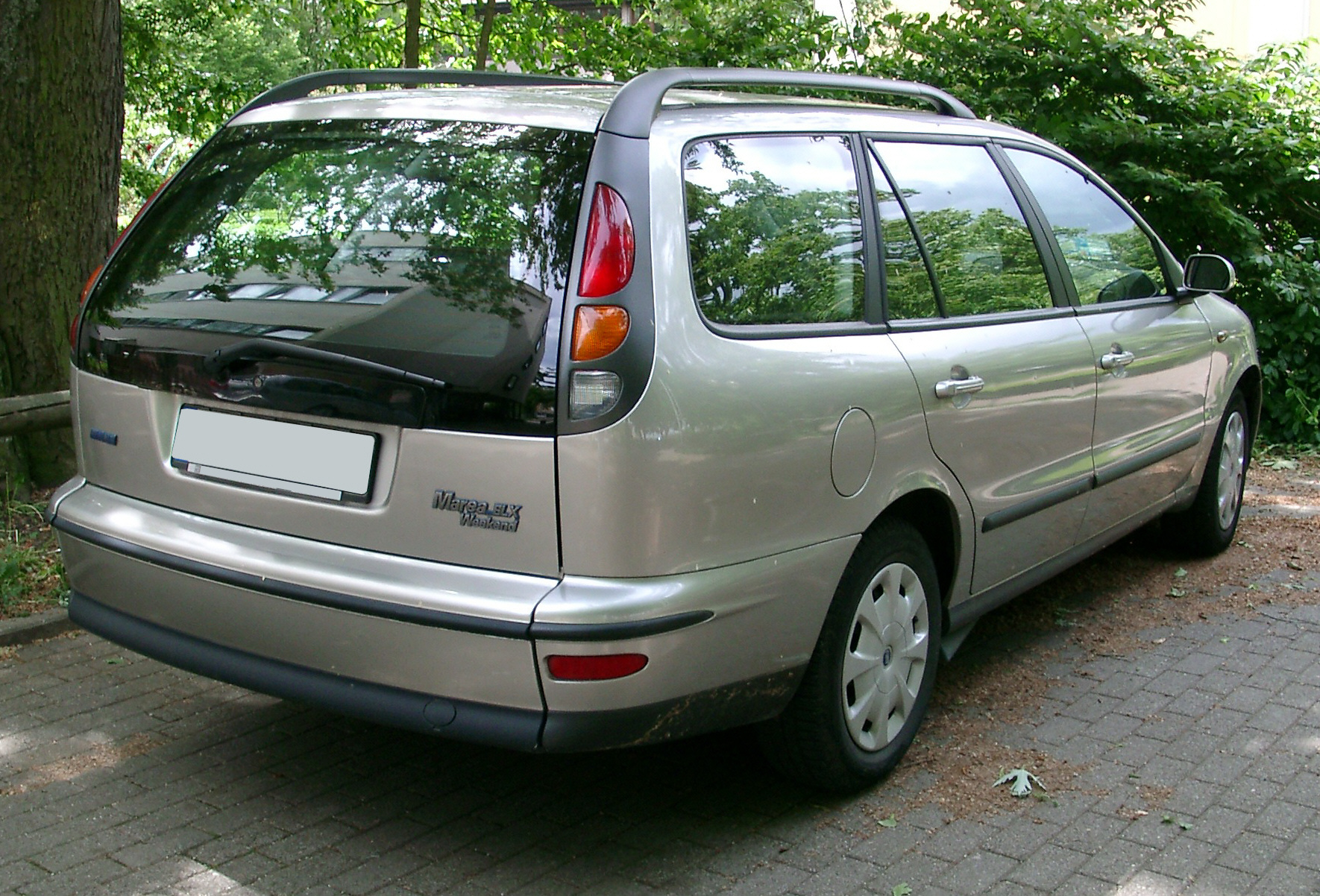
Vista trasera del Fiat Marea Weekend

El Fiat Marea, fabricado en Brasil, estaba disponible en carrocerías sedán y familiar y llegó a los concesionarios en junio de 1998.Originalmente se lanzó con dos niveles de equipamiento: el ELX de nivel medio y el HLX de nivel alto. El familiar Marea Weekend se importó de Italia en pequeñas cantidades hasta que comenzó la producción local en septiembre de 1998.
Un motor de gasolina de 2.0 L de 142 HP (144 CV) era estándar, aunque una versión de menor potencia que producía 127 HP (128,8 CV) se lanzó más tarde ese mismo año para el modelo SX de acabado base. Esto se hizo para reducir los impuestos especiales brasileños sobre productos industriales (IPI) del 30% al 25% para ese modelo. También se puso a disposición un acabado deportivo Turbo con un motor de gasolina de 2.0 L que producía 182 HP (184,5 CV). Los precios de venta al público iban desde 27.582 BRL para un modelo SX base hasta 41.748 BRL para un modelo Turbo. No había motores diésel disponibles para los mercados brasileños, ya que la legislación local prohíbe los coches con motor diésel.
En 2000, el motor de 2.0L fue sustituido por un motor de 2.4L de 160 HP (162,2 CV) para los acabados ELX y HLX, y por un motor de 1.8L de 132 HP (133,8 CV) para el acabado SX.
Al año siguiente, el Marea para el mercado brasileño recibió un lavado de cara, con una nueva parrilla delantera y nuevas luces traseras tomadas del Lancia Lybra. También estuvo disponible una transmisión automática de cuatro velocidades.
Para el año modelo 2005, en un intento de abordar la caída de las ventas, el Marea recibió un lavado de cara menor y se ofreció una nueva opción de motor de nivel de entrada, un motor 1.6L construido en Argentina que produce 106 HP (107,5 CV), siendo el único motor que no se fabricó en Italia.
Se construyeron un total de 54.781 unidades en Brasil hasta el final de su producción en noviembre de 2007.

## Diseño y mecánica
Este coche utiliza la plataforma C1 del grupo Fiat (también conocido como Fiat Tipo Due/Type Two y utilizado en Alfa Romeo 156 y Lancia Lybra). El Fiat Multipla, un monovolumen de seis plazas, y algunos modelos de Alfa Romeo y Lancia, (como el Alfa Romeo 147, 156, GT y Lancia Lybra) también están basados en la misma plataforma del Bravo/Brava/Marea.

### Variantes
Cuenta con 4 variantes, todas ellas con el mismo frontal, pero distinta parte posterior según el tipo de carrocería. Las variantes recibieron nombres diferenciados: 
- Bravo para la versión hatchback de tres puertas.

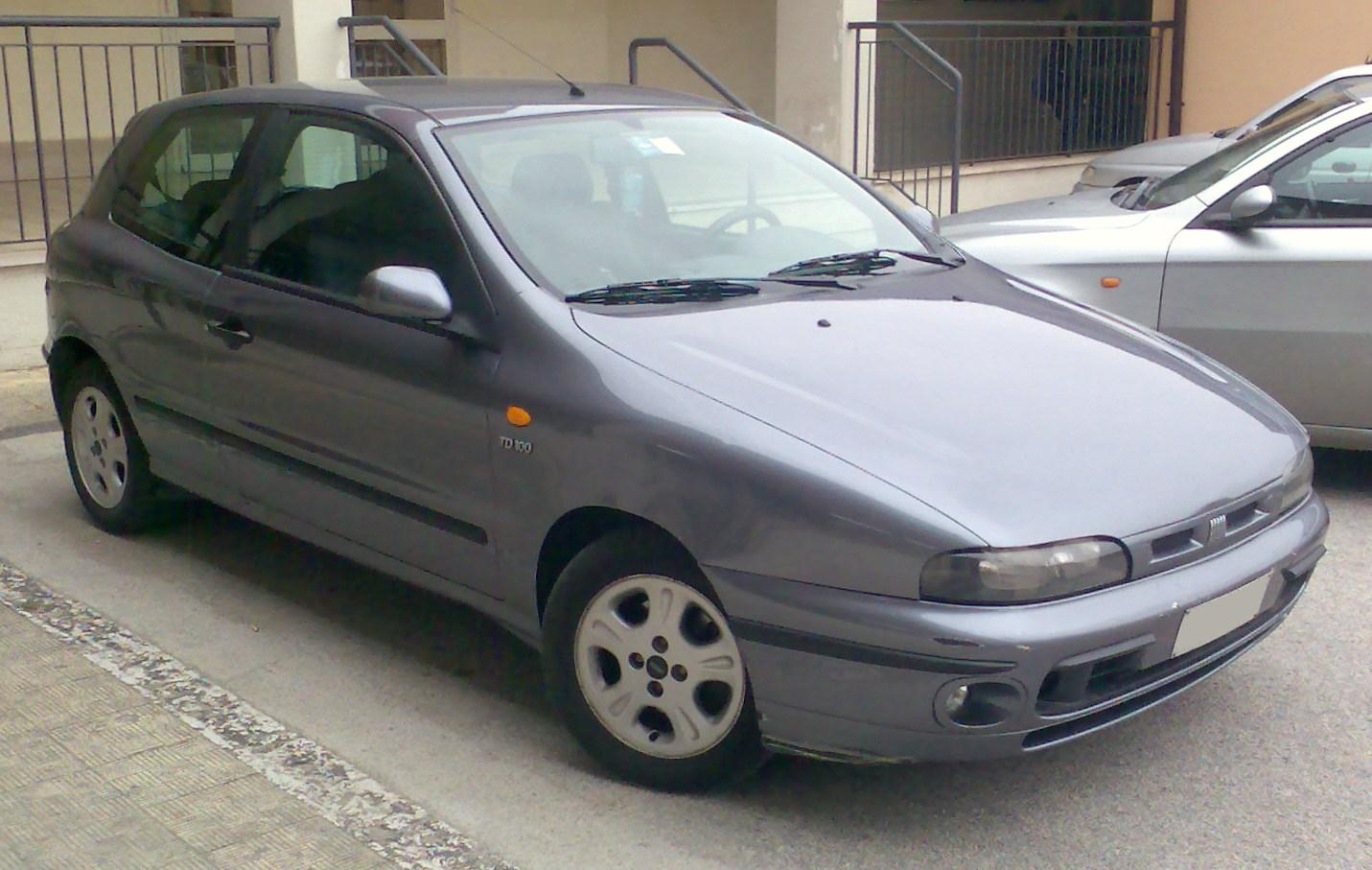
Bravo 3 puertas
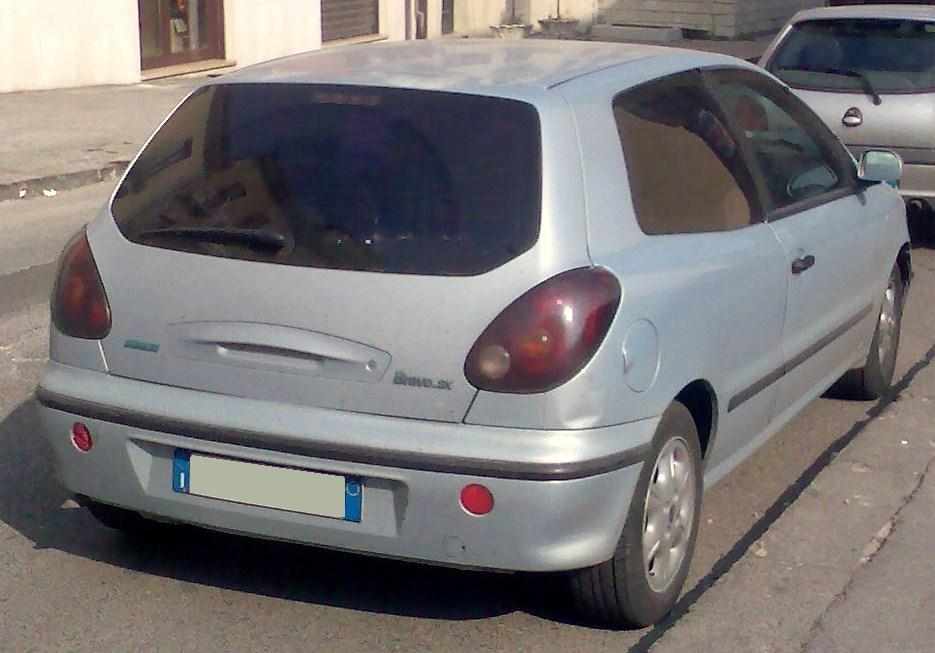
Bravo vista posterior

- Brava para la versión liftback de cinco puertas.

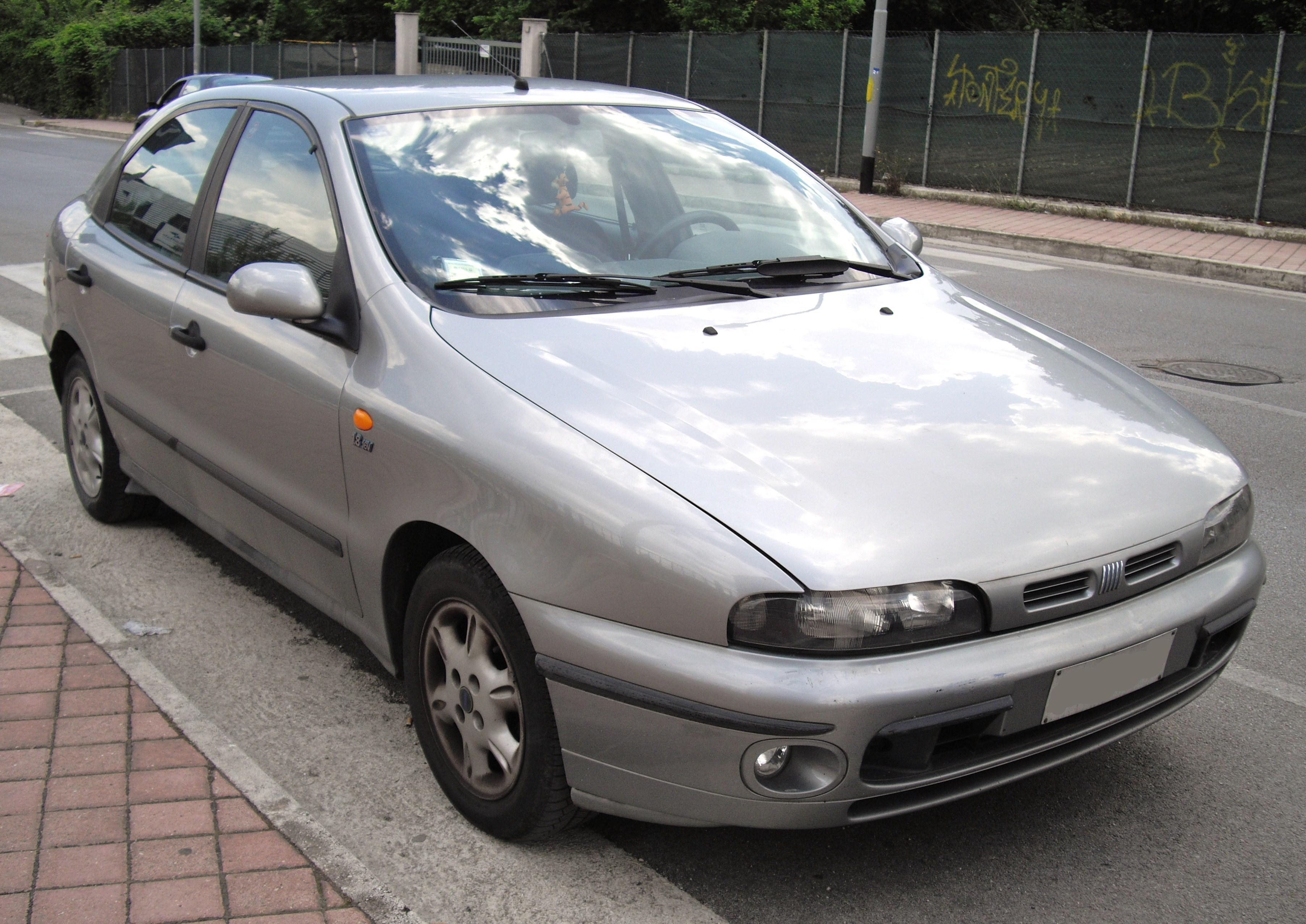
Brava 5 puertas
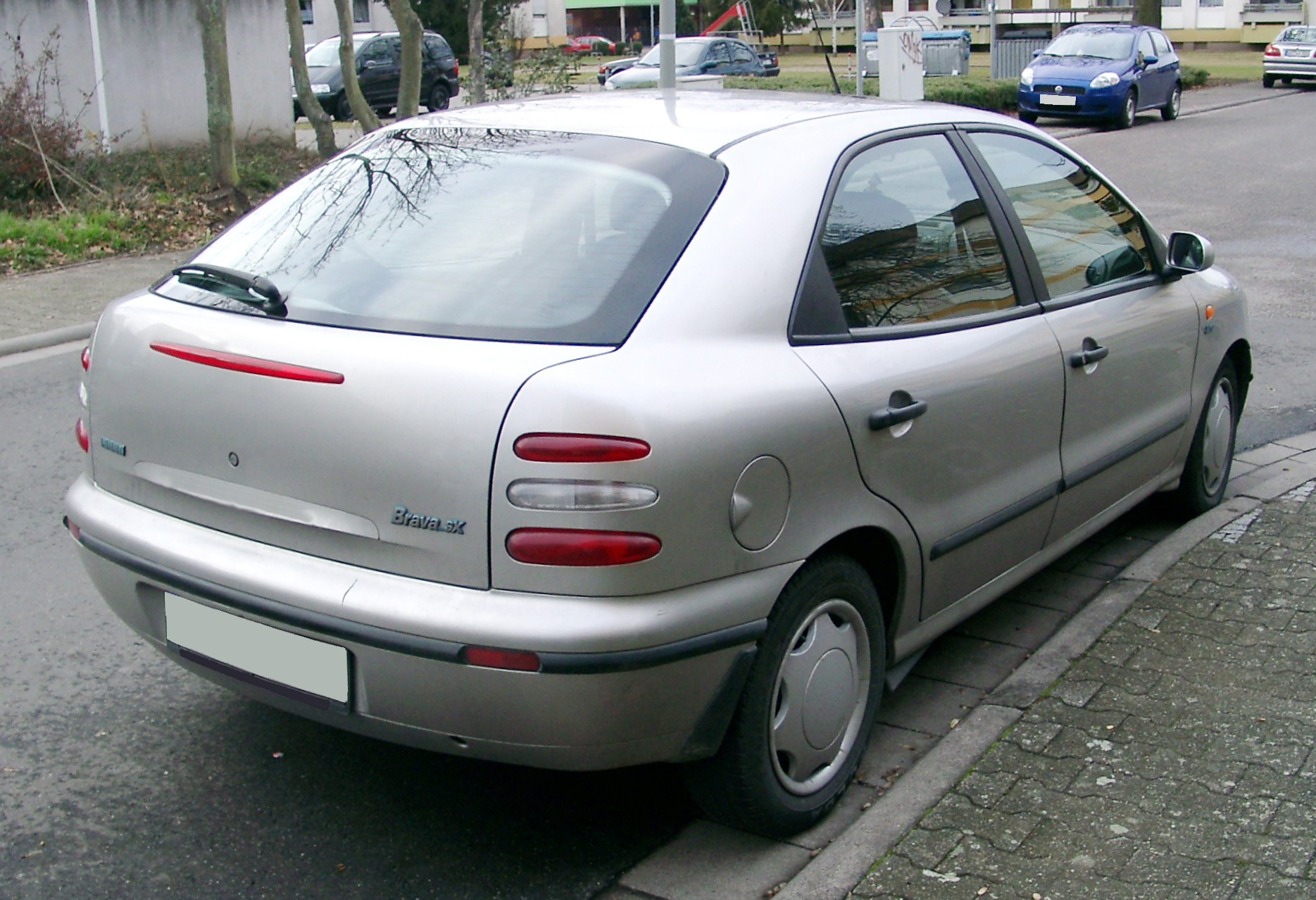
Brava vista posterior

- Marea para la versión sedán de cuatro puertas.

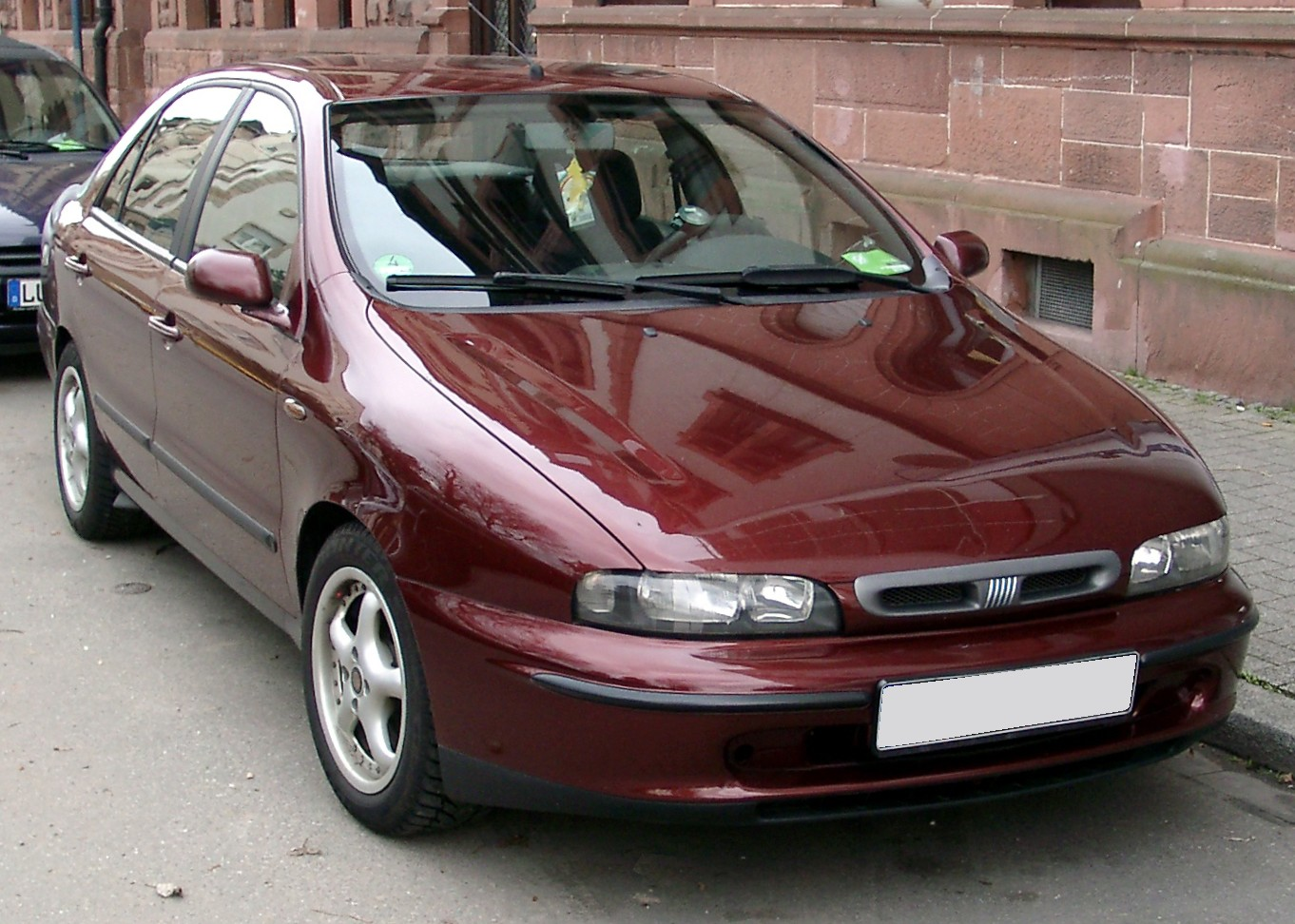
Marea 4 puertas
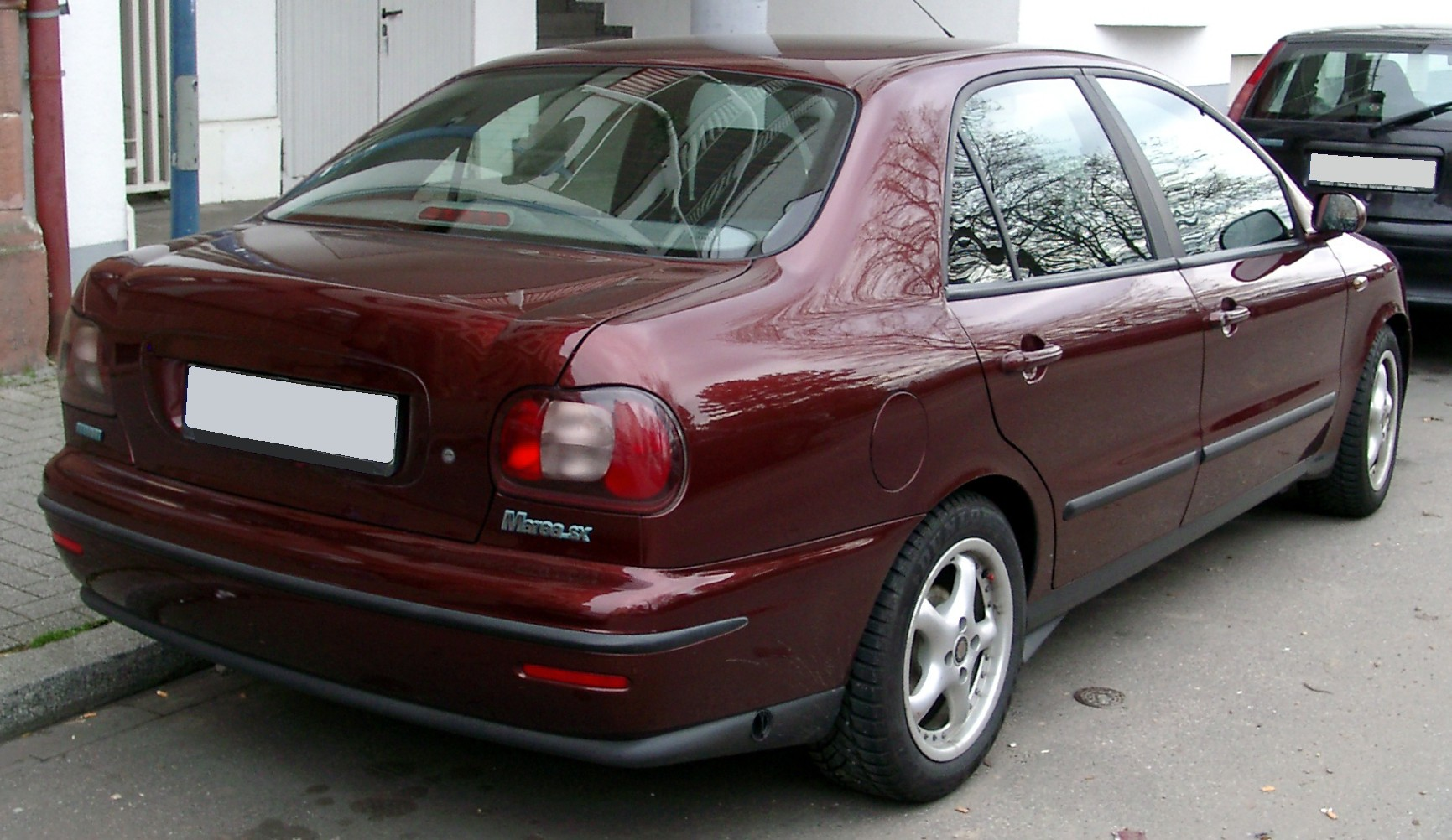
Marea vista posterior

- Marea Weekend para la versión familiar de cinco puertas.

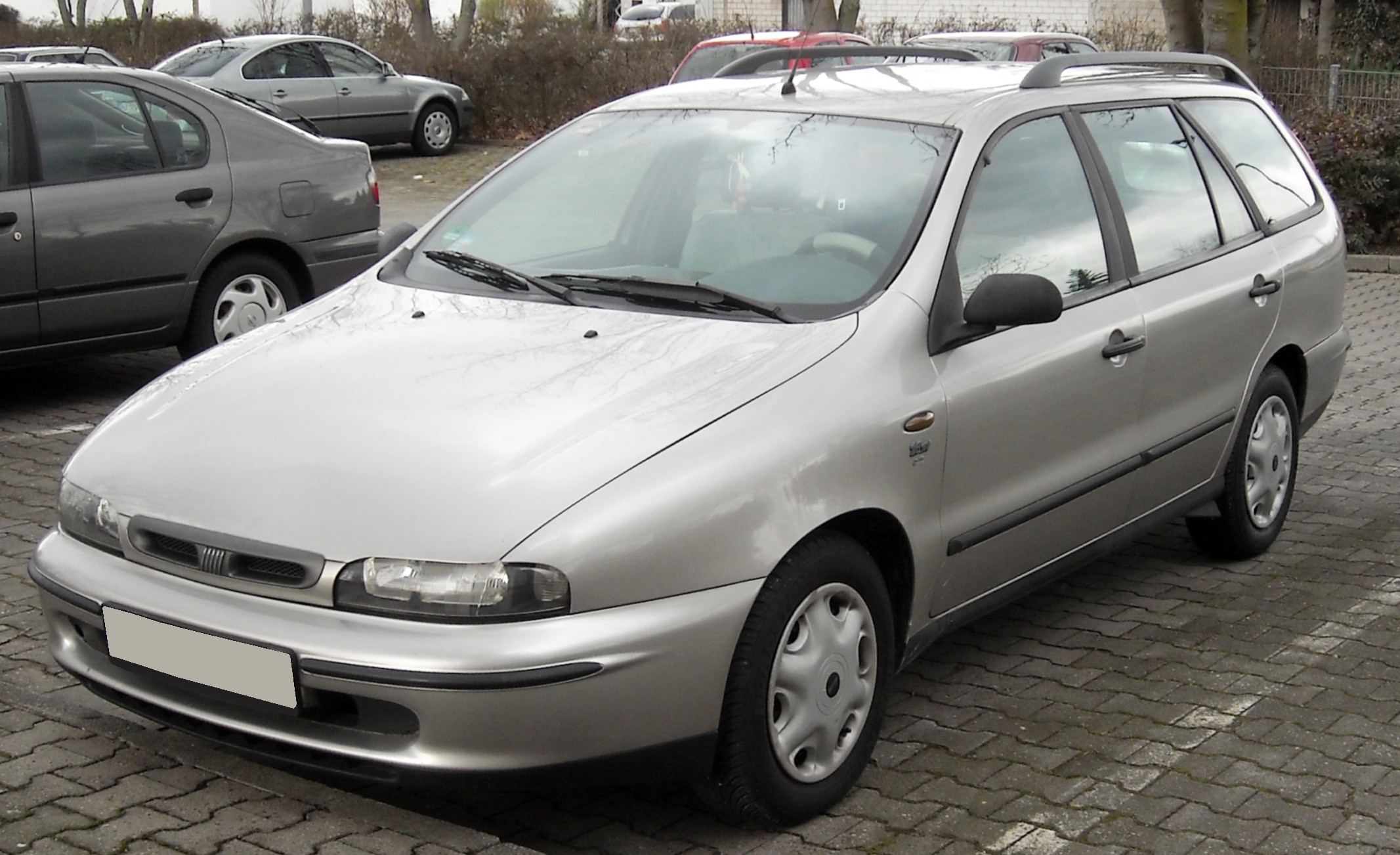
Marea Weekend 5 puertas
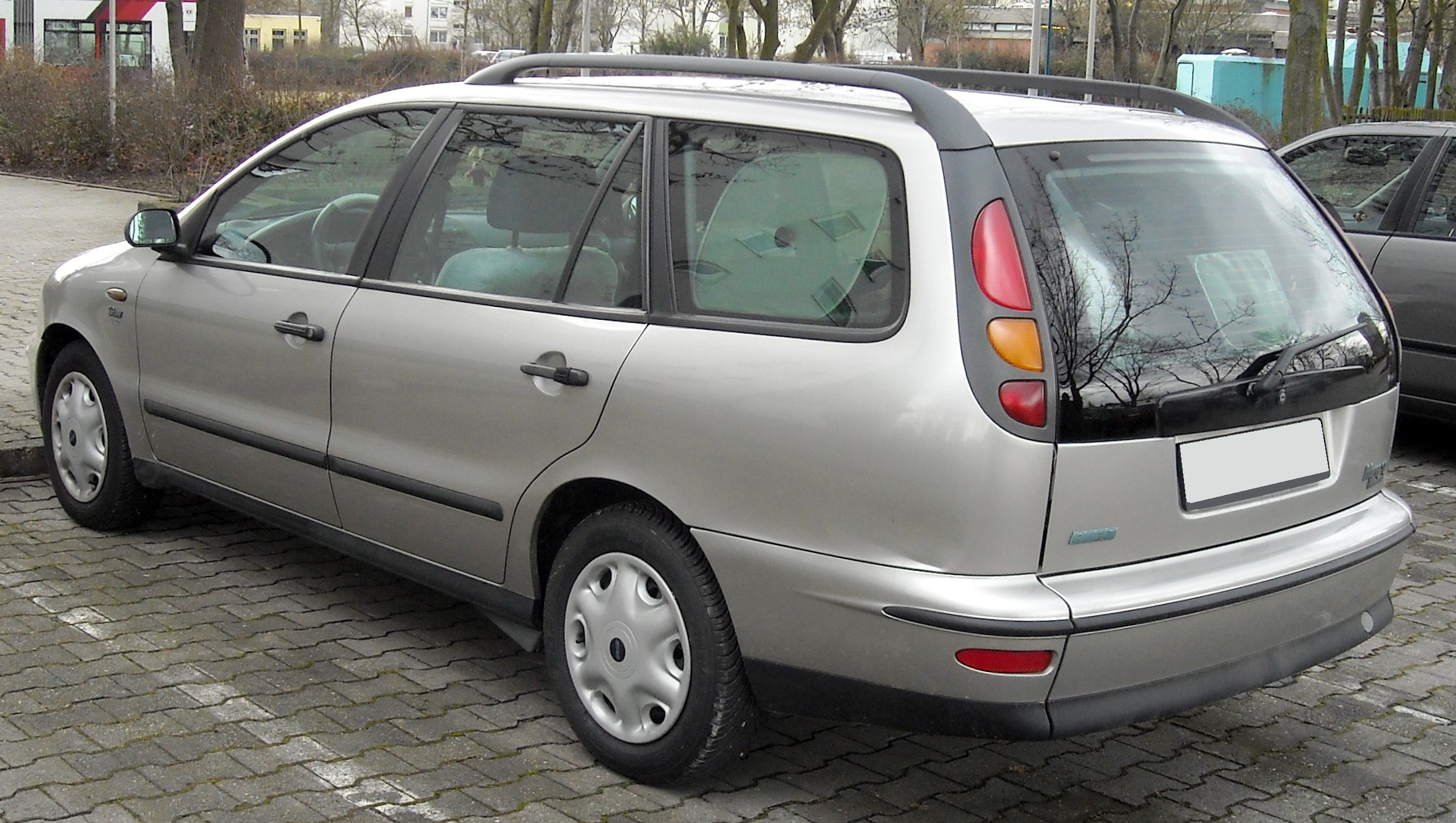
Marea Weekend (vista posterior)

Estos vehículos fueron innovadores en su momento en cuanto a su impacto medioambiental. En la fase de desarrollo, Fiat Auto apostó seriamente por el vehículo Ecológico Completamente Reutilizable y Reciclable a través del programa F.A.R.E., (Fiat Auto-Recycling), siendo la única compañía que utilizaba en la fabricación de sus componentes, compuestos biodegradables, y la primera que realizaba un estudio de análisis de ciclo de vida del vehículo. Lo anteriormente mencionado permitiría así que los Fiat Bravo, Brava y Marea, fueran unos vehículos reciclables al 100%, al final de su vida útil. 
Este programa es la base sobre la que se sustentan todos los programas del resto de fabricantes internacionales de automóviles. 
El uso de materiales biodegradables, cauchos, etc. afectó seriamente a su imagen de marca, debido a que sus componentes, particularmente plásticos y cauchos, se deterioraban con mayor rapidez y facilidad de lo que se hubiera deseado, aunque esto únicamente afecta al aspecto estético y  no al rendimiento mecánico y la seguridad.
Los Fiat Bravo/Brava/Marea, fueron producidos en las plantas italianas de Cassino, Mirafiori y Rivalta, así como en las de Brasil, en la planta de Minas Gerais; y en Turquía en la planta de Bursa. La familia de vehículos montará motorizaciones de 8, 12, 16 y 20 válvulas y arquitecturas de cuatro y cinco cilindros.
Los propulsores son producidos en las siguientes factorías:
Ciclo Otto:
- 16 Válvulas 1.2 ciclo Otto de la reputada familia Fire:  Termoli - Italia. (-> 1998).
- 12 Válvulas 1.4 cc (hasta 1998), y 16 Válvulas 1.6 cc de la familia de motores 'Tipo-3 Evo'. Foggia - Italia.

Diésel:
- 8 y 20 Válvulas 1.9 y 1.9cc TD, 1.9 JTD y 2.4cc JTD.   Prátola Serra - Italia.  (Incluye Familia JTD) ->1998.

### Versiones gasolina
- 1.4/ 12 Válvulas y 80Cv. 4cil
- 1.2/ 16 Válvulas y 85Cv. 4cil SUPER-FIRE.   (Sustituye al 1.4/12v).
- 1.6/ 16 Válvulas y 103Cv. 4cil
- 1.8/ 16 Válvulas y 113Cv. 4cil
- 2.0/ 20 Válvulas y 147Cv. - 154Cv. 5cil (Versión HGT). de cinco cilindros en línea. solo Bravo, Marea y Marea Weekend
- 2.4/ 20 Válvulas y 160Cv 5cil  (Fiat Marea y Marea Weekend versión brasileña, con cambio automático de 4 velocidades)
- 2.0/ 20 Válvulas turbo y 185 cv 5cil (Fiat Marea y Marea Weekend versión brasileña)

Todos ellos, cuentan con catalizador de 3 vías y sonda Lambda.

### Versiones diésel
- 1.9 diésel y 65 Cv.* (No disponible en Marea y Marea Weekend)
- 1.9 T.diésel y 75 Cv.*
- 1.9 T.diésel y 100 Cv.*
- 1.9 TD y JTD 100, 105 y 110 Cv. (Inyección Directa Common Rail)**.
- 2.4 TDy 125 Cv. (Fiat Marea y Marea Weekend)[171]
- 2.4 TD y JTD 136 Cv (Inyección Directa Common Rail) (Fiat Marea y Marea Weekend) [171]

Más tarde, estos* fueron reemplazados por una unidad totalmente nueva debido a las normativas anti-contaminación establecidas en Europa para el periodo 2.000-2.004, conocida como (EURO.3). Este disponía de un novedoso sistema de inyección directa estrenado como primicia mundial en el Alfa Romeo 156, en el año 1.997 el cual es (primo hermano de los Fiat Bravo-Brava). La inyección directa diésel es creada y desarrollada por Fiat durante la década de los años 80,y montada por primera vez en un turismo en el año 1.985,(véase Fiat Croma TD.ID).
El sistema Common-rail**; (la rampa de inyección, y la electrónica que comanda las distintas fases de inyección de combustible en las cámaras de combustión), fue así denominado, técnicamente, por Magnetti Marelli (filial del Grupo Fiat en desarrollos electrónicos y de componentes).
Los vehículos que portan esta tecnología son denominados con las siglas JTD, (Jet Turbo Diésel). La denominación comercial para los vehículos industriales del grupo Fiat (Iveco), que portan este sistema, es el de UNIJET.
La cilindrada del motor es de 1.910 c.c.  y erogan, una potencia/par motor de 77 kW (105 CV) y 200 Nw /metro. Los primeros disponen de turbo fijo Garrett, y de geometría variable para el 2.400 c.c. 125Kw (150 Cv), intercambiador aire - aire (intercooler), radiador de aceite, e inyección directa Magneti Marelli. La velocidad máxima de la versión 1.9 JTD, es de 188 km/h y cubre los 0/100 km/h en 10,6 s . Actualmente, sigue siendo uno de los vehículos con unas mediciones de emisión de CO2 muy contenidas a nivel ecológico, ya que al ser tan avanzado a su tiempo en tecnología, la emisión de CO2 a la atmósfera es de tan solo 140 g/litro. Dispone de un depósito de 60 L de combustible, con un consumo de 5,5 L/100 km, a una velocidad de 90 km/h, lo cual le permite cubrir más de 1.000 km sin repostar. 

## Seguridad
Los Fiat Bravo, Brava y Marea obtuvieron 2 estrellas EuroNCAP, prueba  que esta nota de seguridad fue óptima, sobre todo comparado con sus inmediatos rivales de la época, como los Ford Escort-Orion, Citroën ZX, Peugeot 306, Renault 19, SEAT Toledo y VW Golf 3 debido, a la veteranía de estos, y, por no haber sustitutos por parte de los fabricantes de estos modelos en el mercado. 
La seguridad fue adquiriendo mayor importancia a medida que se desarrollaban los Bravo y Brava, y los coches venían con airbags para conductor y pasajeros (de serie u opcionales según el mercado; algunos también ofrecían airbags laterales), cinturones de seguridad regulables en altura con pretensores, un sistema de protección contra incendios y una estructura diseñada con zonas de deformación, barras antiintrusión, refuerzos especiales en lugares críticos, una columna de dirección colapsable, asientos antisubmarinos y más. 

## Equipamiento de serie
Seguridad.
- Airbag para conductor y acompañante.

Este último con sensor P.P.D. ( Sensor de Presencia de Pasajero ). El sensor detecta si el asiento es ocupado por un pasajero u objeto con unos valores  (" x " = kg); asignados en la ECU.  Si es así, el airbag entra en modo activo; y se despliega en distintas fases, según el valor obtenido en la medición inicial.  Si el asiento no es ocupado queda desactivado automáticamente.
- Airbag laterales (Opcionales).
- Cinturones con pretensores pirotécnicos inerciales de seguridad con regulación en altura y anclaje de tres puntos.
- Frenos. discos / discos autovent.del.+ discos / tambor tras.+ ABS + EBD. (según versiones).
- Suspensión. Tipo McPherson independiente.brazos helicoidales de fundición + barras estabilizadoras delantera y trasera.
- Sistema FPS. (Fire Prevention System) (Sistema de prevención contra incendios).

Interruptor Inercial de Seguridad. Realiza el corte de suministro de carburante, en el caso de cualquier incidente, aún por leve que este pueda llegar a ser. Siendo necesario el rearme del sistema, para poder volver a poner el vehículo en marcha.
- Columna de dirección con programa de deformación colapsable.
- Pedalier de mando de controles, con control de ruptura programada y sistema anti-atrapamiento.
- Sistema Isofix (desde 1998).
- Barras anti-intrusión en vano portaequipajes.
- Barras anti-intrusión laterales de seguridad.
- Asientos delanteros anti-submarining + reposa-cabezas.
- Cinturones de seguridad traseros, Laterales de tres puntos y central abdominal.
- Reposacabezas traseros escamoteables.
- Sistema Fiat Code.
- Alarma con sensores volumétricos.

Equipamiento de serie.(2). 
- Cierre centralizado con apertura de mando a distancia.
- Elevalunas eléctricos.
- Dirección asistida.
- Volante regulable en altura.
- Iluminación interior temporizada + Lector de mapas.
- Asiento de conductor con regulación en altura y regulación lumbar (Este último, homologación según versiones y país).
- Tapicerías en tejidos jacquard, terciopelo, y piel.(Según versiones y país.)
- Volante y pomo caja de cambios en piel.(Según versiones y país.)
- Climatizador automático con filtro antipolen y des empañamiento-descongelación inmediato.
- Faros halógenos.
- Antinieblas.
- Luces de circulación diurnas. (mercado alemán y países nórdicos).
- Lavafaros. (Según mercados).
- Espejos ext. Color de carrocería con activación y desempañamiento eléctricos.
- Lunas Tintadas.
- Radio CD / Cassette Grundig integrado, con 6 altavoces + preinstalación de teléfono.(manos libres).
- Llantas de aleación ligera. En Secciones de 14" y 15". Estos últimos, con neumáticos de hasta

205/45 R15 de sección, (según versiones).
- Volante multifunción.
- Cambio automático de velocidades (Versión ELX: 4 Velocidades + MA).

## El nombre
El nombre «Fiat Brava» (posteriormente renombrado «Fiat Superbrava») ya se había utilizado anteriormente para la versión del Fiat 131 vendida en Estados Unidos.  El nombre «Bravo» fue a su vez adoptado por Fiat para el sucesor del Stilo: el Bravo de 2007.
El Bravo/Brava también se comercializó en Japón. Allí, debido a problemas de derechos de autor, "Fiat Bravo" se convirtió en "Fiat Bravissimo", pues ya circulaba un minitaxi de Mitsubishi con el mismo nombre.

## Prototipos y propuestas
Fiat Brava Sentiero Coggiola: Presentado en el Salón del Automóvil de Turín de 1996, fue un intrigante prototipo de cinco puertas diseñado y construido por Carrozzeria Coggiola. Este modelo se basó en la plataforma Fiat Brava, pero fue diseñado específicamente para ofrecer una combinación única de practicidad y estilo. A diferencia de una camioneta tradicional, el Brava Sentiero fue diseñado para combinar la funcionalidad de un vehículo versátil con la comodidad y las características de un automóvil de pasajeros. Contaba con capacidad para cinco personas, lo que garantizaba un amplio espacio tanto para pasajeros como para carga. El vehículo contaba con un amplio espacio de carga abierto, con el objetivo de mejorar su utilidad para diversas actividades, aunque no era una camioneta en el sentido convencional. El Sentiero estaba equipado con parachoques todoterreno, lo que resaltaba su capacidad para manejar condiciones más difíciles y ofrecía un guiño a la conducción aventurera. Estos elementos de diseño lo hicieron ideal para usuarios que pudieran necesitar un vehículo con mayor durabilidad y versatilidad sin tener que pasar completamente al segmento de las camionetas. Este prototipo formó parte de una iniciativa más amplia de Fiat, que presentó varias variantes del Fiat Bravo/Brava diseñadas por destacados carroceros italianos. El diseño del Brava Sentiero reflejó un enfoque innovador para ampliar la plataforma del Brava a nuevas áreas, combinando la comodidad automotriz tradicional con un toque de robustez. El Fiat Brava Sentiero ejemplificó el potencial de adaptar una plataforma de vehículo exitosa para satisfacer diversas necesidades, combinando las ventajas de un interior espacioso y capacidad todoterreno con un diseño elegante y centrado en el pasajero. Su presentación en el Salón del Automóvil de Turín destacó la exploración de Fiat de nuevos conceptos de vehículos y su compromiso de superar los límites del diseño automotriz.    
Fiat Enduro Bertone: El Fiat Enduro de Bertone redefinió el concepto de SUV al adaptar el chasis del Bravo para su uso todoterreno. Con tracción a las cuatro ruedas, mayor distancia al suelo y diseño robusto, el Enduro fue diseñado para afrontar terrenos difíciles, manteniendo una apariencia deportiva y compacta. El motor de 2000 cc desarrollaba 147 CV, lo que garantizaba un rendimiento excepcional. La apuesta de Bertone por la capacidad todoterreno también impulsó la creación de la variante Enduro-Raid para carreras de rally, demostrando su versatilidad.   
Boneschi Taxi-Help: Tras el Baby-Taxi basado en el Fiat Cinquecento, presentado en 1992, el Taxi-Help de Boneschi se basó en el chasis del Fiat Bravo para crear un taxi espacioso y accesible, diseñado específicamente para pasajeros con discapacidad. Este amplio concepto de cabina presentaba amplias superficies acristaladas y ventanas, lo que garantizaba un interior luminoso y espacioso. El diseño priorizaba la facilidad de acceso y la comodidad, convirtiéndolo en una solución innovadora para mejorar la movilidad y la inclusión en el transporte urbano. 
Fioravanti Flair: El Fiat Bravo Flair de Fioravanti fue una audaz exploración del diseño aerodinámico. Bautizado como "Flair" (aire fluido), se centró en optimizar la aerodinámica para mejorar la dinámica y la eficiencia de conducción. Basándose en estudios previos, el Flair incorporó frenos aerodinámicos avanzados que se despliegan automáticamente a altas velocidades para optimizar el rendimiento de frenado. Su elegante diseño cupé 2+2 incluía superficies transparentes en el capó, un sistema de limpiaparabrisas retráctil y un alerón delantero desplegable. El Flair también incorporó una franja trasera LED de alta intensidad y reemplazó los retrovisores laterales con cámaras traseras, demostrando el innovador enfoque de Fioravanti para combinar aerodinámica y estilo. 
Giannini Windsurf: Cuando Fiat lanzó el Bravo en 1996, el fabricante turinés invitó a carroceros italianos a presentar sus propias interpretaciones coupé del vehículo en el Salón del Automóvil de Turín. Esto siguió la tradición establecida por el Cinquecento y el Punto. El salón se convirtió en el escenario perfecto para presenciar el ingenio y la creatividad de los diseñadores italianos, con el debut de 25 prototipos, 17 de los cuales se basaban en los nuevos modelos de Fiat. De estos, diez eran "oficiales" patrocinados por Fiat y se exhibieron en grupo, mientras que siete eran "no oficiales", resultado de interpretaciones independientes de varios carroceros. La sección "oficial" presentó cinco cupés, dos monovolúmenes compactos, una camioneta de cuatro puertas, un vehículo recreativo y un taxi especial. En este artículo, exploraremos los prototipos más fascinantes basados en el Fiat Bravo, revelando cómo cada carrocero infundió su estilo único para transformar un auto de producción en una obra de arte sobre ruedas.  
I.DE.A Vuscia: El Fiat Bravo Vuscià del I.DE.A Institute, diseñado por Justyn Norek, presentaba una distancia entre ejes más larga y una longitud total de 4,45 metros. Este versátil concepto podía albergar hasta seis pasajeros o proporcionar un amplio espacio de carga para dos. Su diseño priorizaba la amplitud y la adaptabilidad, lo que lo hacía ideal para el ocio moderno. A pesar de sus características prácticas, la esbelta silueta del Vuscià y su apariencia general no fueron elogiados por todos por su belleza. Reintroducido en 2003 bajo la marca china Changan como Jiexun, el innovador diseño del Vuscià demostró su atractivo y practicidad duraderos. 
Italdesign Formula Legram: El Fiat Bravo Formula Legram de Italdesign fue un elegante coupé de 4 plazas diseñado para complementar la Fórmula 4 y la Fórmula Hammer. La propuesta de Italdesign presentaba líneas suaves inspiradas en los años 60 y alcanzaba un coeficiente aerodinámico (Cx) de 0,255. El diseño rindió homenaje a los Fiat Bravo y Brava, con una parrilla distintiva y grupos ópticos integrados que combinan intermitentes, luces largas, luces cortas y faros antiniebla en un solo elemento. 
Maggiora Armadillo: El Fiat Bravo Armadillo, diseñado por el Centro Stile Fiat y Maggiora, presentaba una configuración única de asientos 3+2, un piso interior plano y un bajo coeficiente aerodinámico de 0,17. Este mini-MPV, pensado para la movilidad urbana, combinaba una estética agradable con un diseño práctico. Su espacioso interior y su versátil distribución lo hacían ideal para los habitantes de la ciudad, haciéndolo ideal para desplazamientos diarios y pequeñas salidas familiares. La eficiencia aerodinámica del Armadillo mejoró el consumo de combustible y redujo las emisiones, demostrando cómo un diseño y una ingeniería cuidadosos pueden crear un coche urbano práctico y ecológico. 
Pininfarina Sing / Song: El Fiat Sing y el Fiat Song, ambos diseñados por Pininfarina sobre el chasis del Fiat Bravo, destacaban por sus estilos distintivos. El Sing ofrecía una apariencia deportiva con líneas aerodinámicas, un frontal audaz y mejoras de rendimiento como una suspensión optimizada. Su interior combinaba tecnología avanzada con un diseño orientado al conductor.  
Zagato Bravo Bis: El Fiat Bravo Bis, diseñado por Zagato, reinventó el género SUV Coupé con una elegante combinación de diseño retro y moderno. Inspirado en el clásico Fiat 8V, en lugar del coupé basado en el Tipo o modelos Fiat anteriores, el Bravo Bis presentaba líneas elegantes y aerodinámicas, realzadas por una sofisticada pintura plateada. La rueda de repuesto trasera, cubierta, le otorgaba un toque todoterreno distintivo, realzando su robustez. Además, las luces traseras se inspiraron en el Fiat Bravo original, vinculando el concepto con su legado y enfatizando su estilo retro. 
Fiat Marea I.DE.A: En 1993, la firma italiana de diseño e ingeniería I.DE.A Institute desarrolló una propuesta de diseño para el Fiat Marea, concebido como sucesor del Fiat Tempra en la gama de vehículos medianos de Fiat. Este concepto formó parte de un proceso de evaluación de diseño más amplio llevado a cabo por Fiat, que incluyó propuestas competidoras de Italdesign y de la división de diseño interna de Fiat, Centro Stile. El proyecto se inició durante un período de transición dentro del Grupo Fiat, ya que la compañía buscaba modernizar su gama con una nueva generación de modelos más refinados y competitivos a nivel internacional. La propuesta del I.DE.A Institute reflejó el enfoque característico de la firma en el diseño automotriz: combinar funcionalidad con claridad formal. El diseño presentaba superficies lisas e ininterrumpidas y un perfil estilizado, en consonancia con la tendencia de principios de los 90 hacia sedanes más aerodinámicos y visualmente sobrios. Con un enfoque en proporciones equilibradas y una carrocería limpia, el concepto I.DE.A pretendía presentar el Marea como un automóvil familiar moderno, eficiente y práctico, sin perder sofisticación visual. Aunque técnicamente estaba alineada con la plataforma compacta "Tipo Dos" de Fiat, conocida como C1 y compartida con los Fiat Bravo y Brava, la versión I.DE.A del Marea enfatizó un carácter sedán más refinado, con el objetivo de elevar el valor percibido del modelo y su posición en el mercado. La propuesta también buscaba mejorar la amplitud del habitáculo y la visibilidad del conductor mediante un diseño y unas proporciones inteligentes. A pesar de los sólidos méritos de la propuesta I.DE.A, Fiat finalmente optó por el diseño interior desarrollado por el Centro Stile. El Fiat Marea de producción, lanzado en 1996, adoptó una apariencia más conservadora y coherente con la marca, más alineada con el lenguaje de estilo general de Fiat en aquel momento. Se ofreció tanto en variantes sedán como familiar y tuvo un éxito moderado en varios mercados internacionales. Aunque el diseño del Fiat Marea Berlina i.de.a no fue seleccionado para producción, sigue siendo un ejemplo ilustrativo de cómo los fabricantes de automóviles colaboran con estudios externos para explorar filosofías de diseño alternativas. El proyecto refleja la profundidad creativa del panorama del diseño italiano en la década de 1990 y el papel importante, aunque a veces invisible, de estudios independientes como I.DE.A en la conformación de la evolución de los automóviles europeos para el mercado masivo. 
Fiat Marea Italdesign: La propuesta de Italdesign para el Fiat Marea berlina, presentada en 1993, fue una de las principales candidatas en el concurso de diseño de Fiat para su nuevo modelo. Mientras Fiat exploraba diversas direcciones de diseño para el Marea berlina, se consideraron las contribuciones de reconocidos estudios de diseño como Italdesign y el I.DE.A Institute, junto con las propuestas internas de Fiat. Italdesign, conocido por su filosofía de diseño innovadora y vanguardista, presentó una propuesta que destacó por su estética elegante y moderna. La visión del equipo de Italdesign incluyó líneas audaces y características distintivas que buscaban proyectar una imagen dinámica y contemporánea para el Marea berlina. Esta propuesta reflejó el compromiso de Italdesign de traspasar los límites del diseño y marcar nuevas tendencias en el estilo automotriz. A pesar de la promesa y la creatividad que encarnaba la propuesta de Italdesign, Fiat finalmente optó por un diseño propio para el Marea berlina. La decisión se basó en un exhaustivo proceso de evaluación que evaluó la alineación de cada propuesta con la filosofía de marca de Fiat, su atractivo en el mercado y consideraciones prácticas. El diseño propio fue elogiado por su capacidad de integrarse a la perfección con la gama existente de Fiat, a la vez que satisfacía las demandas del mercado objetivo. La propuesta Fiat Marea berlina de Italdesign sigue siendo una parte destacada de la historia del diseño de Fiat, mostrando el enfoque innovador del estudio y contribuyendo a la narrativa más amplia de la exploración del diseño automotriz. Aunque no llegó a producción, la propuesta de Italdesign ejemplifica la naturaleza colaborativa y competitiva del proceso de diseño y destaca las tendencias e ideas en evolución que configuran la industria automotriz. 

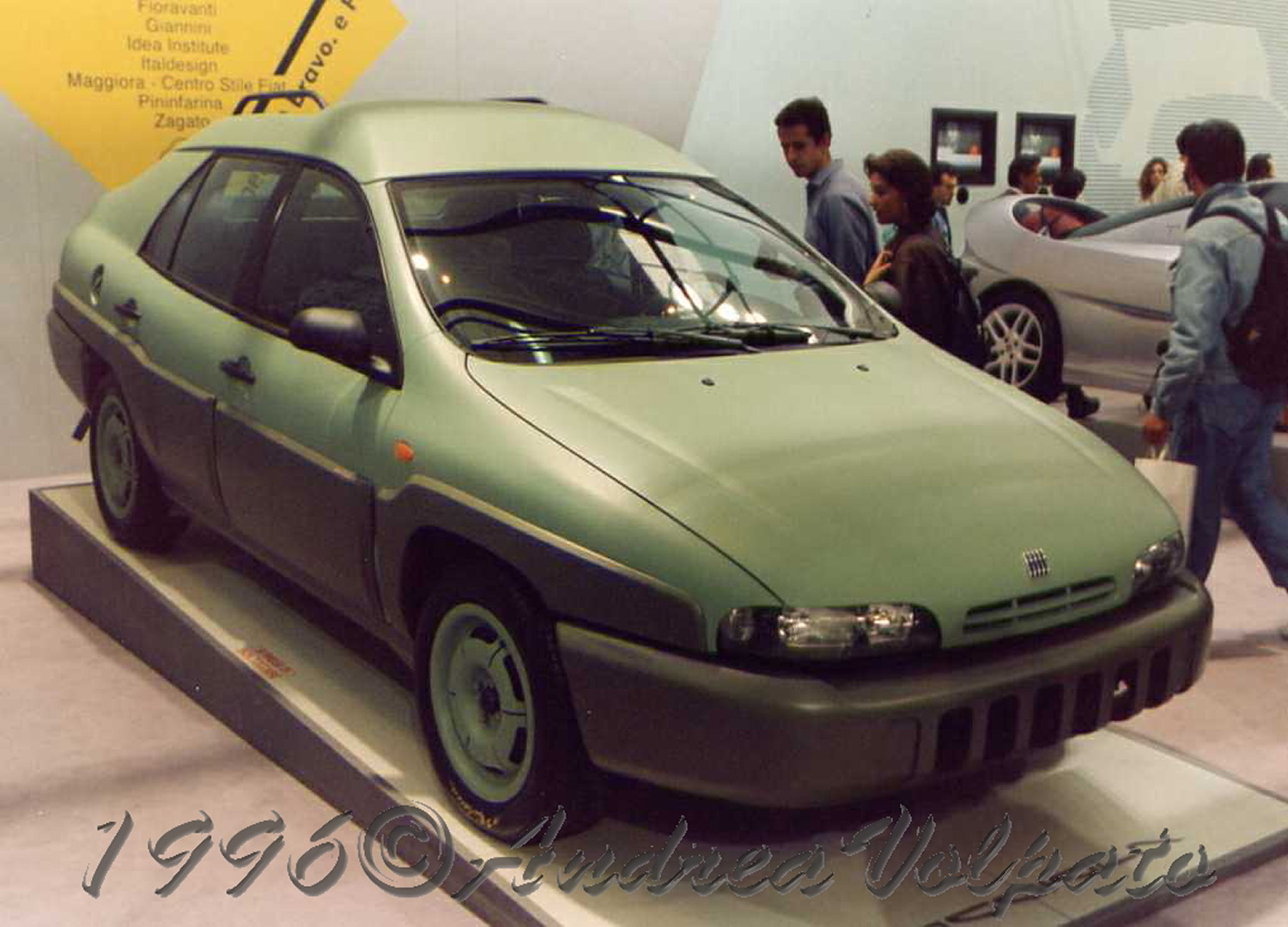
Fiat Brava Sentiero de Coggiola
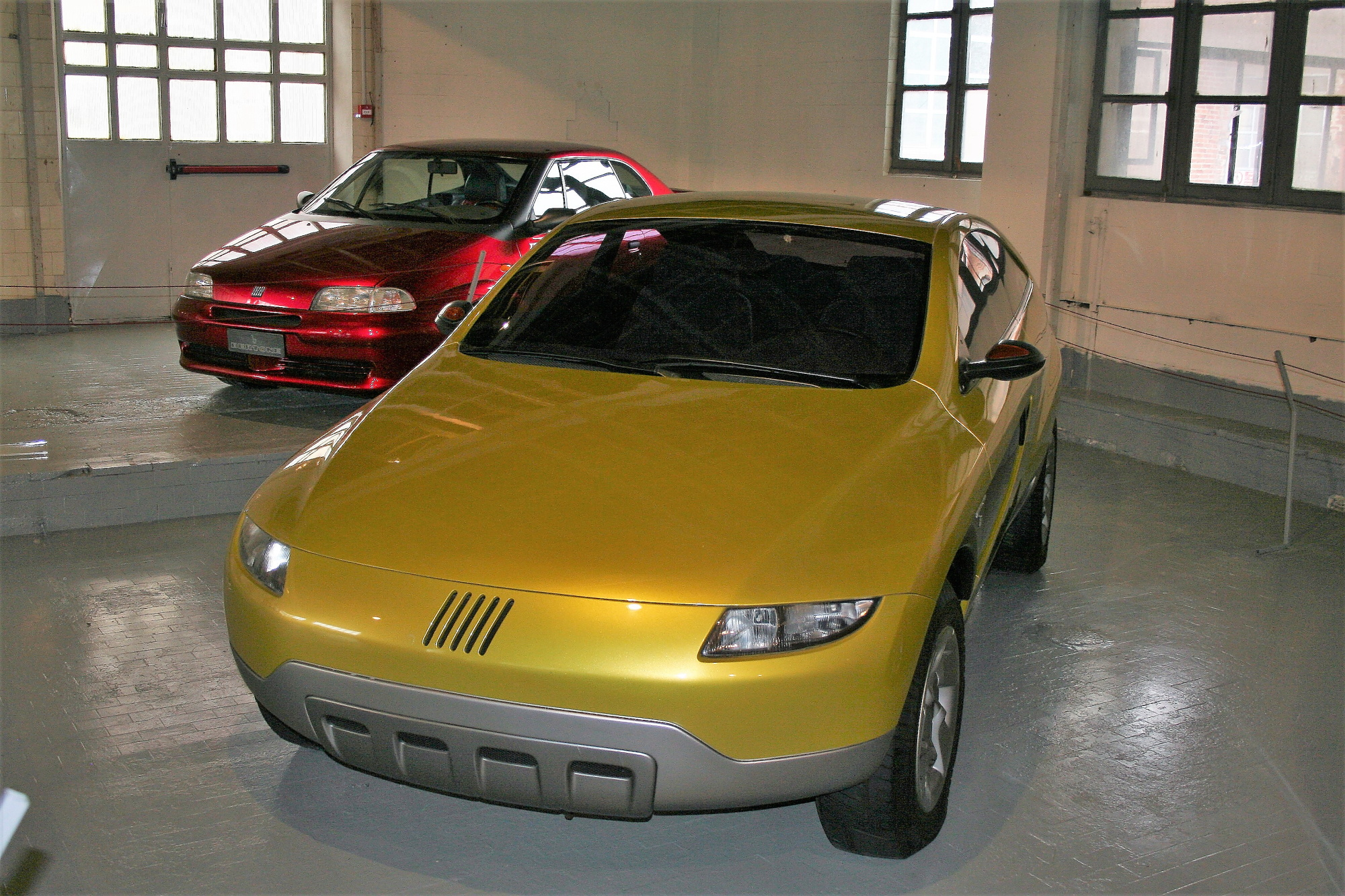
Fiat Enduro Bertone
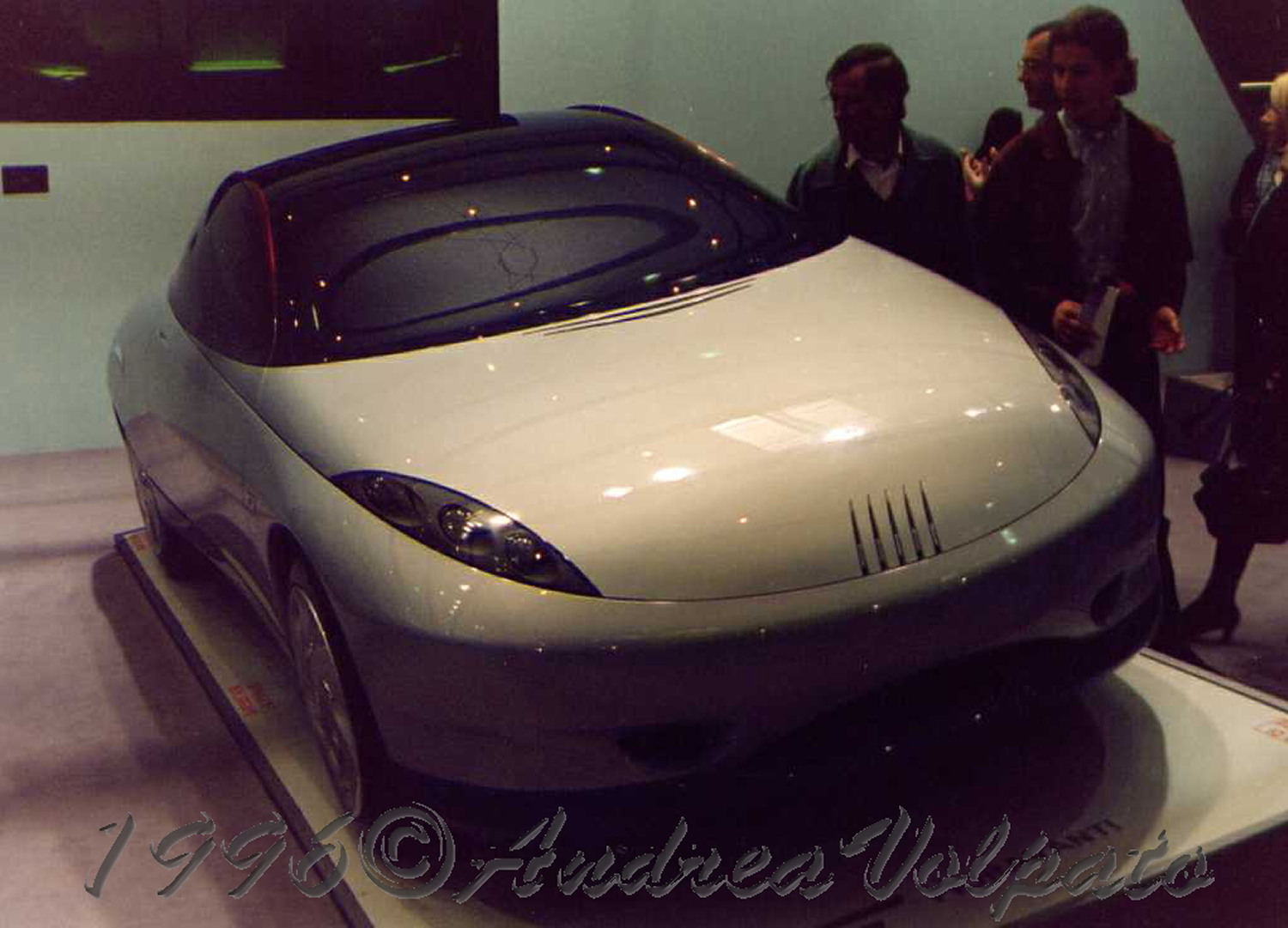
Fioravanti Flair
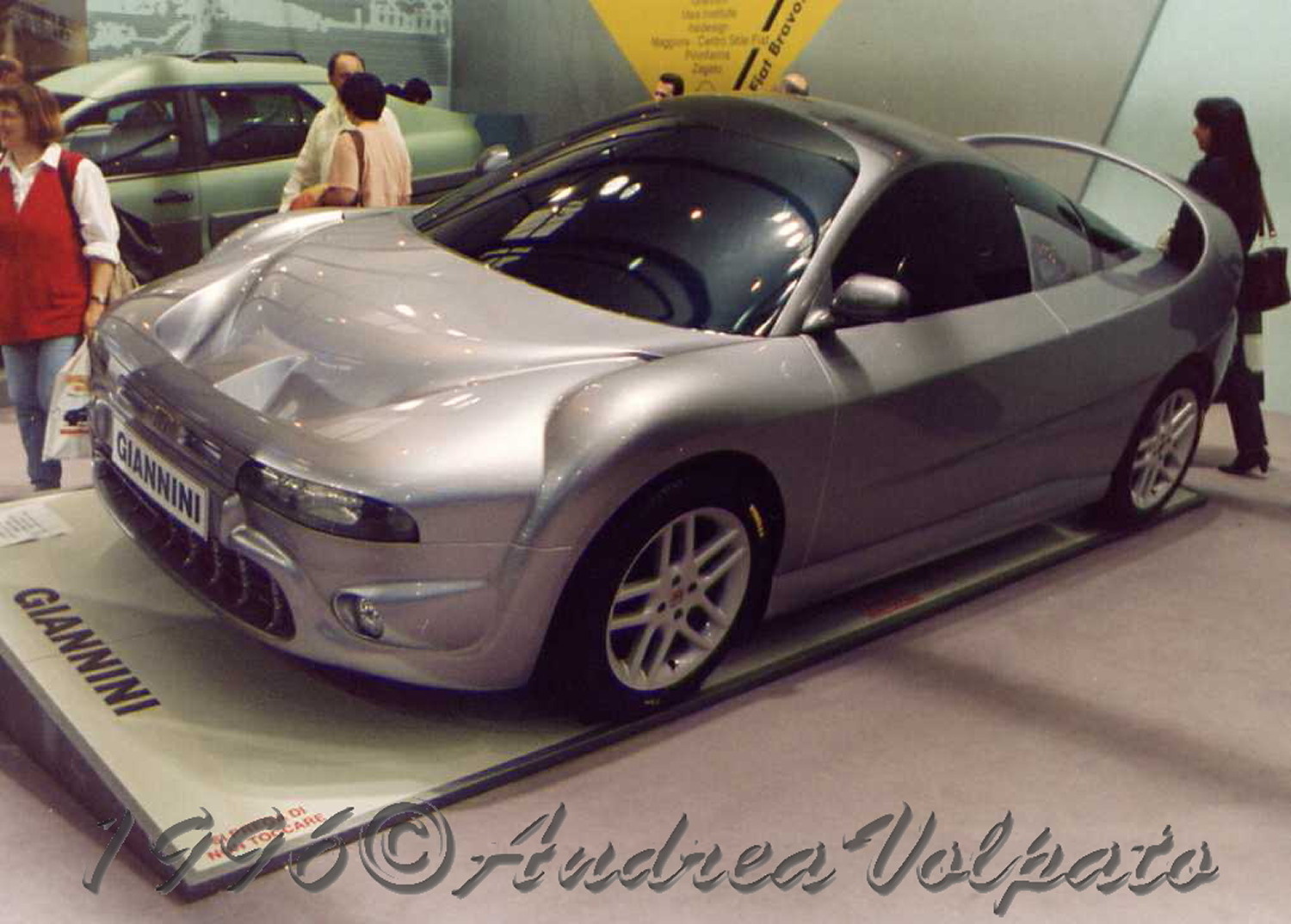
Giannini Windsurf
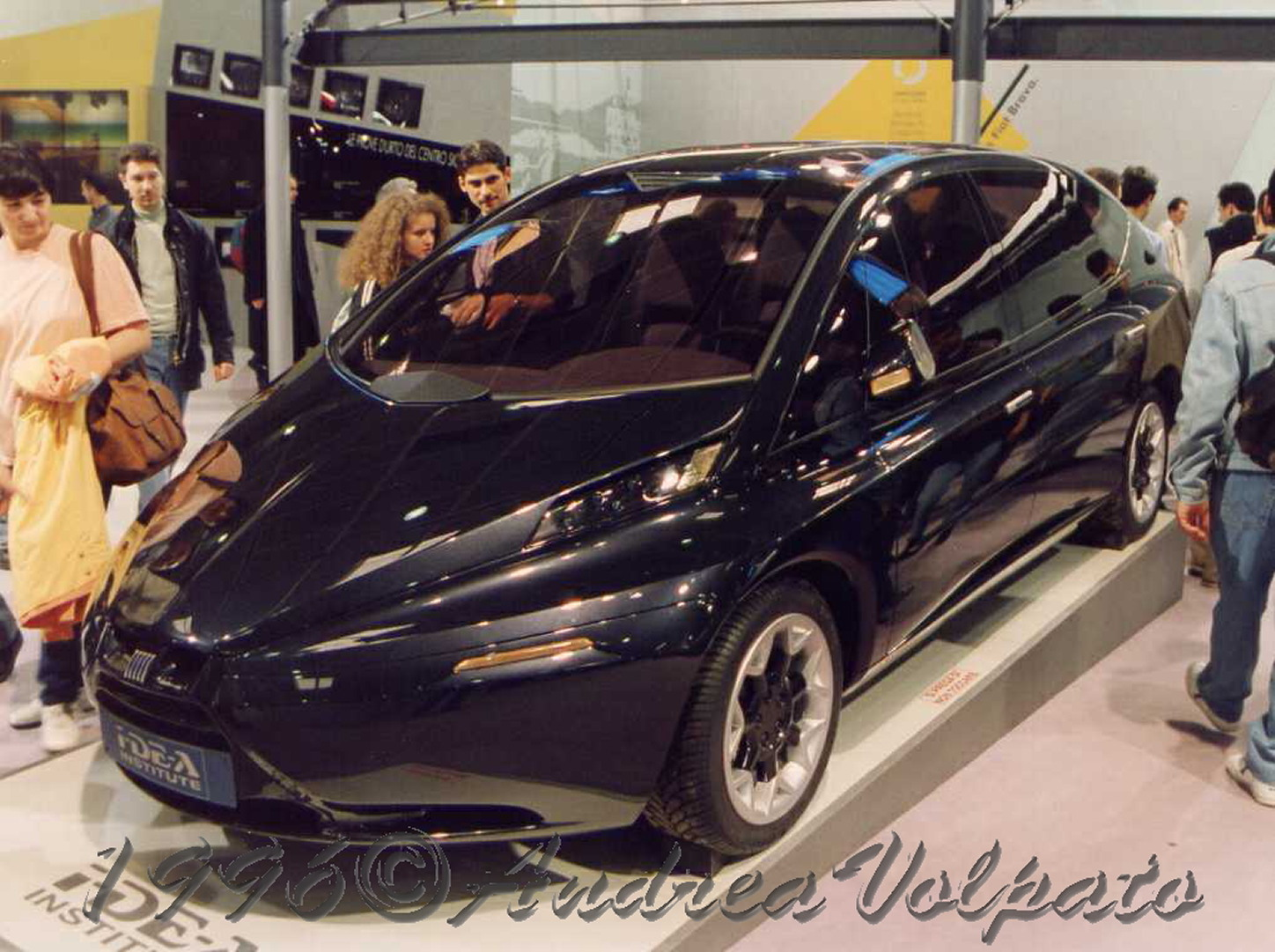
I.DE.A Vuscia
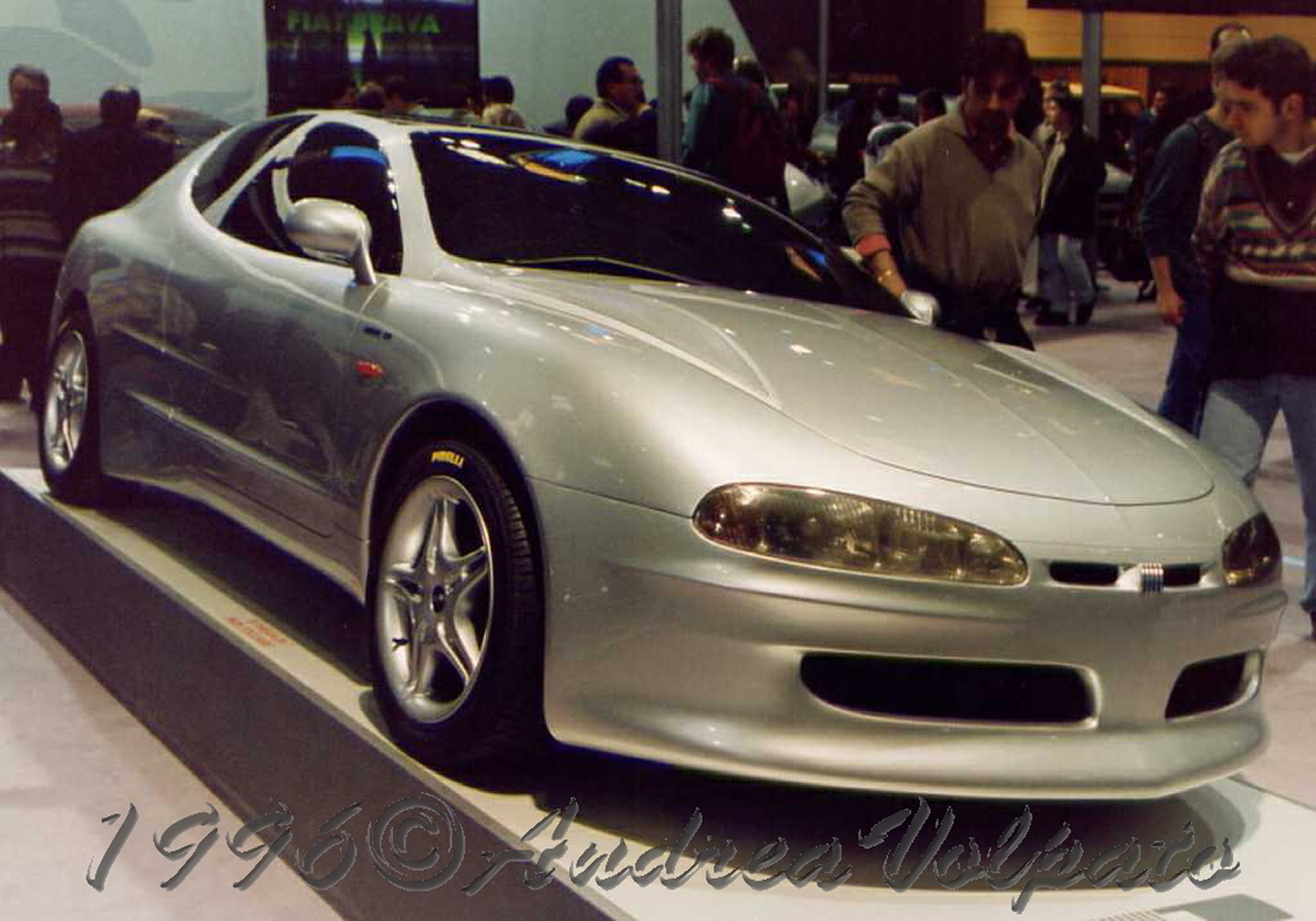
Italdesign Formula Legram
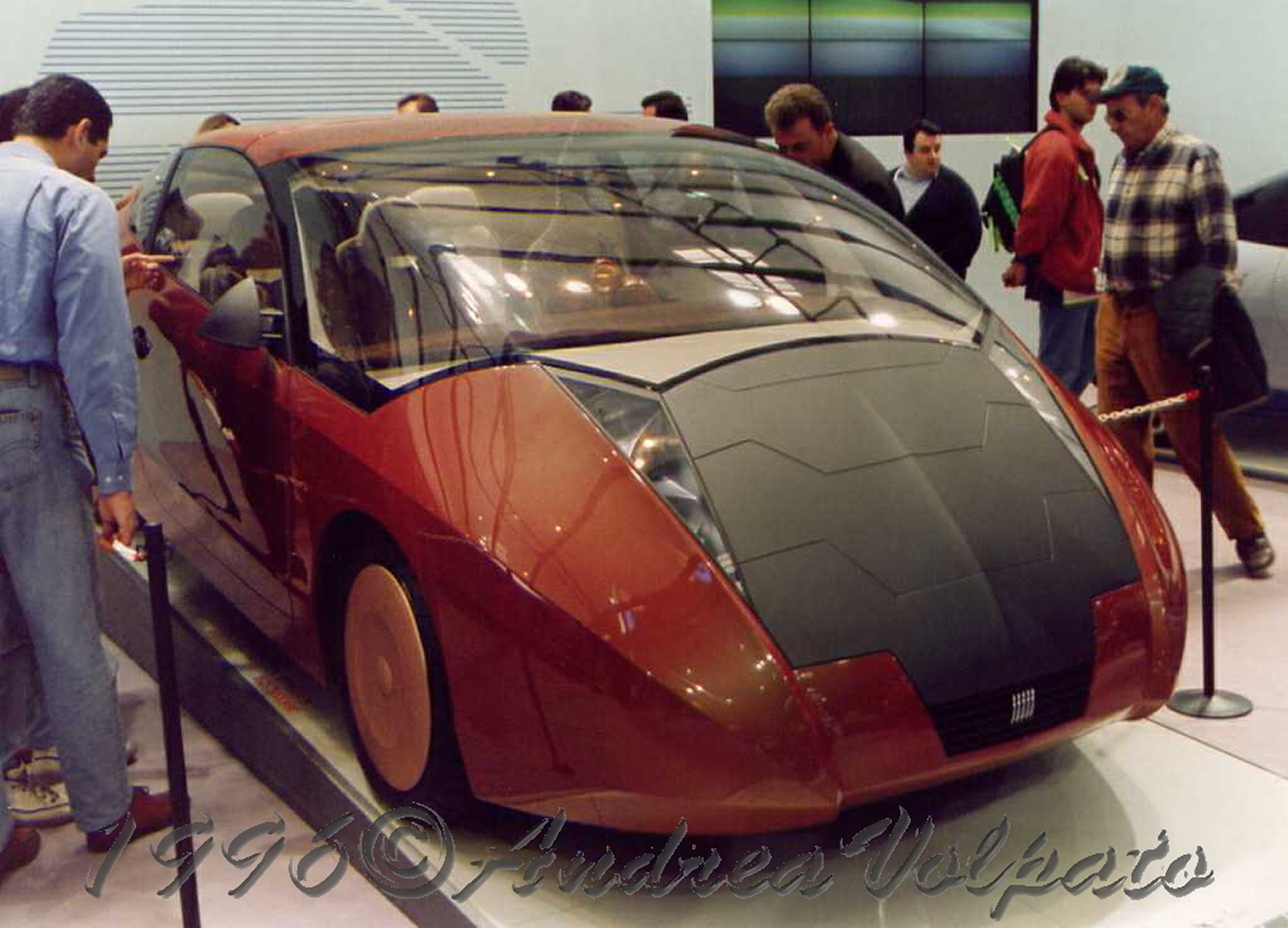
Fiat Maggiora Armadillo

## Bravo/Brava/Marea en competición
El Fiat Marea Weekend Turbo dejó una huella importante en el mundo del automovilismo brasileño a principios de los 2000s, siendo el primer modelo de carrocería perua en conquistar una victoria en una competición. En 2003, el Marea Weekend Turbo se destacó en la 29.ª edición de las Mil Milhas Brasileiras, logrando un inesperado triunfo gracias a su potente motor turboalimentado y su manejo preciso. Este hito no solo demostró las capacidades de un vehículo de producción en carreras, sino que también mostró el potencial de los modelos familiares en el ámbito competitivo, rompiendo con la tradicional visión de que solo los sedanes o coupés podían sobresalir en este tipo de eventos. 
El Marea Weekend Turbo fue la primera camioneta familiar en competir en una competición brasileña: la 29.ª edición de las Mil Milhas Brasileiras, celebrada en enero de 2001 en el autódromo José Carlos Pace de Interlagos, São Paulo. La carrera duró casi 12 horas para el equipo Fiat/Ale/Selènia, pilotado por el trío Eduardo Cunha, Douglas Mendonça y Ricardo Dilser. 
En la edición de 2002, el equipo regresó con el Weekend y el Brava, este último con un motor atmosférico de 2.0 litros que desarrollaba 190 hp y 21,9 m.kgf. El station wagon, conducido por Eduardo Bernasconi, Eduardo Pincingher, Christian Sergio y Gabriel Marazzi, terminó 13.º en la general y 5.º en su categoría. El hatchback, conducido por Luís Tedesco, Eduardo Cunha y Ricardo Dilser, terminó 25.º, y el de Emílio Camanzi, Douglas Mendonça y Sérgio Quintanilha, 27.º. 
En Europa, los coches Bravo y Brava se utilizaron en rallies con relativo éxito. 
En cuanto a su categoría, Gran Turismo para motores de hasta 2.0 litros, terminaron 7.º y 8.º, respectivamente. En la 31.ª edición de las Mil Milhas de 2003, el Weekend regresó a la competición, conducido por Bernasconi, Cunha, Dilser y Alvino Junior. Terminó 4.º en su categoría.
Eran alrededor de las ocho de la noche del sábado 24 de abril de 2004, y el Marea Weekend Turbo se alzó con la victoria como primer clasificado en la legendaria carrera de los 1000 Kilómetros de Brasilia. Esta primera victoria fue fruto del trabajo iniciado dos años antes en la fábrica de Fiat en Betim, Minas Gerais. El ingeniero Carlos Henrique Ferreira, cariñosamente conocido como Caíque, creía en el potencial competitivo de la camioneta sobrealimentada en las carreras de resistencia, las largas carreras de resistencia que ya se disputaban en Brasil.
El coche se revisó en el Taller de Servicio Fiat de la fábrica de Minas Gerais, donde se realizaba el mantenimiento de toda la flota de la planta. En aquel momento, el jefe de taller, Rodolfo Hauck, se hizo cargo del proyecto, que consistió básicamente en retirar todo el equipamiento de lujo y confort de la camioneta para reducir su peso.
El nuevo interior incluía únicamente un asiento baquet ligero, una palanca de cambios más grande y más cercana al conductor, un volante deportivo, cinturones de seguridad de cuatro puntos con cierre centralizado y la estructura tubular interna de la barra antivuelco, que mejoraba la rigidez torsional del monocasco y aumentaba la seguridad del conductor. Curiosamente, el coche contaba con un salpicadero completo, con todos los instrumentos originales: su retirada se suponía que sería un desarrollo futuro, pero nunca se llevó a cabo.
El Fiat Marea participó en el Campeonato TC2000 de Argentina durante la década de 2000, representando a la marca italiana en una de las categorías más competitivas del automovilismo argentino. En su debut, el Marea destacó por su diseño y rendimiento, incorporando tecnología avanzada para la época. Su participación fue parte de la estrategia de Fiat para afianzar su presencia en el automovilismo nacional. Con equipos como el Fiat Petronas y pilotos destacados, el Marea logró resultados importantes, destacándose en varias carreras y demostrando ser un contendiente fuerte frente a otros fabricantes. A lo largo de su participación en el TC2000, el modelo fue evolucionando en cuanto a prestaciones, manejado por el piloto Sergio Tettamanzi.
La participación de Sergio Tettamanzi en el TC 2000 tendría punto final en el año 2001, cuando tras 5 fechas terminaría por retirar su proyecto deportivo, lo que significaba una nueva ausencia prolongada de la marca en la categoría, ya que no volverían a aparecer pilotos interesados en volver a competir con la misma. Con el advenimiento de un nuevo reglamento técnico para la categoría, en 2004, Fiat vuelve a las pistas de la mano de un esfuerzo particular comandado por Juan José Monteagudo para esta ocasión convoca como único competidor a Gustavo Der Ohanessian, al mismo tiempo posibilita el debut del Fiat Stilo, un nuevo modelo para la marca en reemplazo del Marea. Con el Stilo, Der Ohanessian competiría entre los años 2004 y 2006 en búsqueda de volver a concretar un apoyo oficial por parte de la casa italiana, sin embargo la baja fiabilidad del modelo, sumado a los pobres resultados obtenidos, echan por tierra todas esas expectativas, por lo que el proyecto se cancela tras la temporada 2006. A partir de allí, Fiat estaría ausente del TC 2000, hasta la llegada del año 2009 y el anuncio de un nuevo reglamento técnico que permitiría el reingreso de la marca a la categoría, con un equipo oficial.

## En empresas deportivas

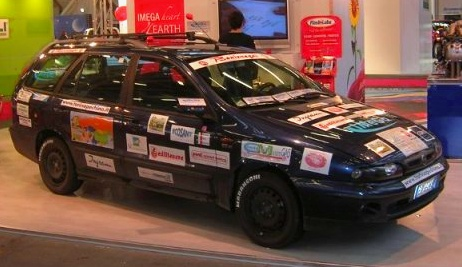
El Fiat Marea de la línea Turín-Pekín en el Salón del Automóvil de 2008.

Tanto el Fiat Marea como el Fiat Marea Weekend, en su versión familiar, fue utilizado como vehículo de asistencia neutral durante el Tour de Francia a finales de la década de 1990 y principios de los 2000. Este modelo fue seleccionado por la organización de la carrera debido a su amplia capacidad de carga, fiabilidad mecánica y maniobrabilidad, características esenciales para cumplir funciones de apoyo en competencia, tales como el transporte de ruedas de repuesto, herramientas y personal técnico. 
La versión diésel del Marea Weekend, equipada con motores JTD de entre 105 y 110 CV, ofrecía un consumo eficiente y un buen rendimiento en carretera. Su diseño de tipo station wagon (familiar) permitía albergar gran cantidad de equipamiento en el maletero, cuya capacidad oscilaba entre 500 y 1 550 litros.
En el verano de 2008, un Fiat Marea Weekend 1.6 16V de 1999 propulsado por GLP fue protagonista de una singular hazaña deportiva, la travesía de Turín a Pekín y vuelta, uniendo la ciudad que había acogido los Juegos Olímpicos de Invierno de 2006 y la ciudad que, a la llegada de la tripulación, acogería los Juegos Olímpicos de 2008.
El coche, conducido por los italianos Guido Guerrini, Andrea Gnaldi Coleschi y Nicola Dini, recorrió 25.852 kilómetros en 78 días atravesando diecisiete países.

## En la cultura popular
El Fiat Marea tuvo una notable aparición en el videojuego TOCA World Touring Cars (2001), donde el modelo fue incluido como parte de la categoría de autos de Touring Car, lo que ayudó a popularizar su imagen en la cultura automovilística digital. Esta inclusión en videojuegos como el de Codemasters representa cómo los coches de producción se transforman en vehículos de alto rendimiento dentro de las simulaciones virtuales, brindando a los jugadores la oportunidad de experimentar con modelos reales en escenarios de carreras. 
El Marea, incluido el Marea Weekend, aparece en series y películas como por ejemplo,Detective Conan, Comisario Rex o Alerta Cobra, etc. e incluso Bravo/Brava.